# Puydarrieux
Puydarrieux est une commune française située dans le nord-est du département des Hautes-Pyrénées, en région Occitanie.
Sur le plan historique et culturel, la commune est dans la région gasconne de Magnoac, située sur le plateau de Lannemezan, qui reprend une partie de l’ancien Nébouzan, qui possédait plusieurs enclaves au cœur de la province de Comminges et a évolué dans ses frontières jusqu’à plus ou moins disparaitre. Exposée à un climat océanique altéré, elle est drainée par la Baïse, la Baisole et par divers autres petits cours d'eau. La commune possède un patrimoine naturel remarquable : un site Natura 2000 (« Puydarrieux »), un espace protégé (la « retenue d'eau de Puydarrieux ») et deux zones naturelles d'intérêt écologique, faunistique et floristique.
Puydarrieux est une commune rurale qui compte 231 habitants en 2022, après avoir connu un pic de population de 902 habitants en 1846..

## Géographie

### Localisation
La commune de Puydarrieux se trouve dans le département des Hautes-Pyrénées, en région Occitanie.
Elle se situe à 26 km à vol d'oiseau de Tarbes, préfecture du département, et à 4 km de Trie-sur-Baïse, bureau centralisateur du canton des Coteaux dont dépend la commune depuis 2015 pour les élections départementales.
La commune fait en outre partie du bassin de vie de Trie-sur-Baïse.
Les communes les plus proches sont : 
Tournous-Darré (2,0 km), Sentous (2,4 km), Sadournin (3,6 km), Libaros (3,6 km), Campuzan (3,8 km), Trie-sur-Baïse (4,2 km), Lustar (4,4 km), Lalanne-Trie (4,7 km).
Sur le plan historique et culturel, Puydarrieux fait partie de la région gasconne de Magnoac, située sur le plateau de Lannemezan, qui reprend une partie de l’ancien Nébouzan, qui possédait plusieurs enclaves au cœur de la province de Comminges et a évolué dans ses frontières jusqu’à plus ou moins disparaitre.
Les communes limitrophes sont  Campuzan, Libaros, Puntous, Sadournin, Sentous, Tournous-Darré et Trie-sur-Baïse.
| Trie-sur-Baïse | Sadournin   | Guizerix (par un quadripoint) |
| Tournous-Darré | Puydarrieux | Puntous                       |
| Sentous        | Libaros     | Campuzan                      |

### Hydrographie

#### Cours d'eau
La commune est dans le bassin versant de la Garonne, au sein du bassin hydrographique Adour-Garonne. Elle est drainée par le Baïse, la Baisole, Les Cluzets, le ruisseau de Buzas, le ruisseau de Cachi, le ruisseau de Laspére le ruisseau des Coumes et par divers petits cours d'eau, constituant un réseau hydrographique de 19 km de longueur totale,.
La Baïse, d'une longueur totale de 187,6 km, prend sa source dans la commune de Capvern et s'écoule vers le nord. Il traverse la commune et se jette dans la Garonne à Saint-Léger, après avoir traversé 52 communes.
La Baisole, d'une longueur totale de 47,2 km, prend sa source dans la commune de Campistrous et s'écoule vers le nord. Il traverse la commune et se jette dans la Baïse à Saint-Michel, après avoir traversé 21 communes.
Le Ruisseau des Coumes, affluent de rive droite de la Baïse, qui prend sa source sur la commune, forme une partie de la limite ouest avec la commune de Tournous-Darré.
Le Ruisseau de Cachi forme une partie de la limite sud avec la commune de Libaros.
Le Ruisseau les Cluzets, affluent de rive droite de la Baïse, qui prend sa source sur la commune, forme une partie de la limite ouest avec la commune de Trie-sur-Baïse.
Le Ruisseau Laspére, affluent de rive gauche de la Baïsole, qui prend sa source sur la commune, se jette dans le lac de Puydarrieux.

#### Lelac de Puydarrieux
Le lac forme une partie de la limite est avec la commune de Campuzan. La création et mise en eau du barrage réservoir du lac de Puydarrieux date de 1986-1987. Il est destiné en premier lieu à l’usage agricole. Une lagune a été créée en 1991. Le site de Puydarrieux est devenu l'un des sites les plus importants pour la migration et l'hivernage des oiseaux d'eau en Midi-Pyrénées : grues cendrées en premier lieu, hérons cendrés, grandes aigrettes, grands cormorans, canards de toutes sortes, près de 200 espèces d'oiseaux s'y rencontrent. En 2006, il a intégré le réseau européen Natura 2000 dans le cadre de la Directive Oiseaux.

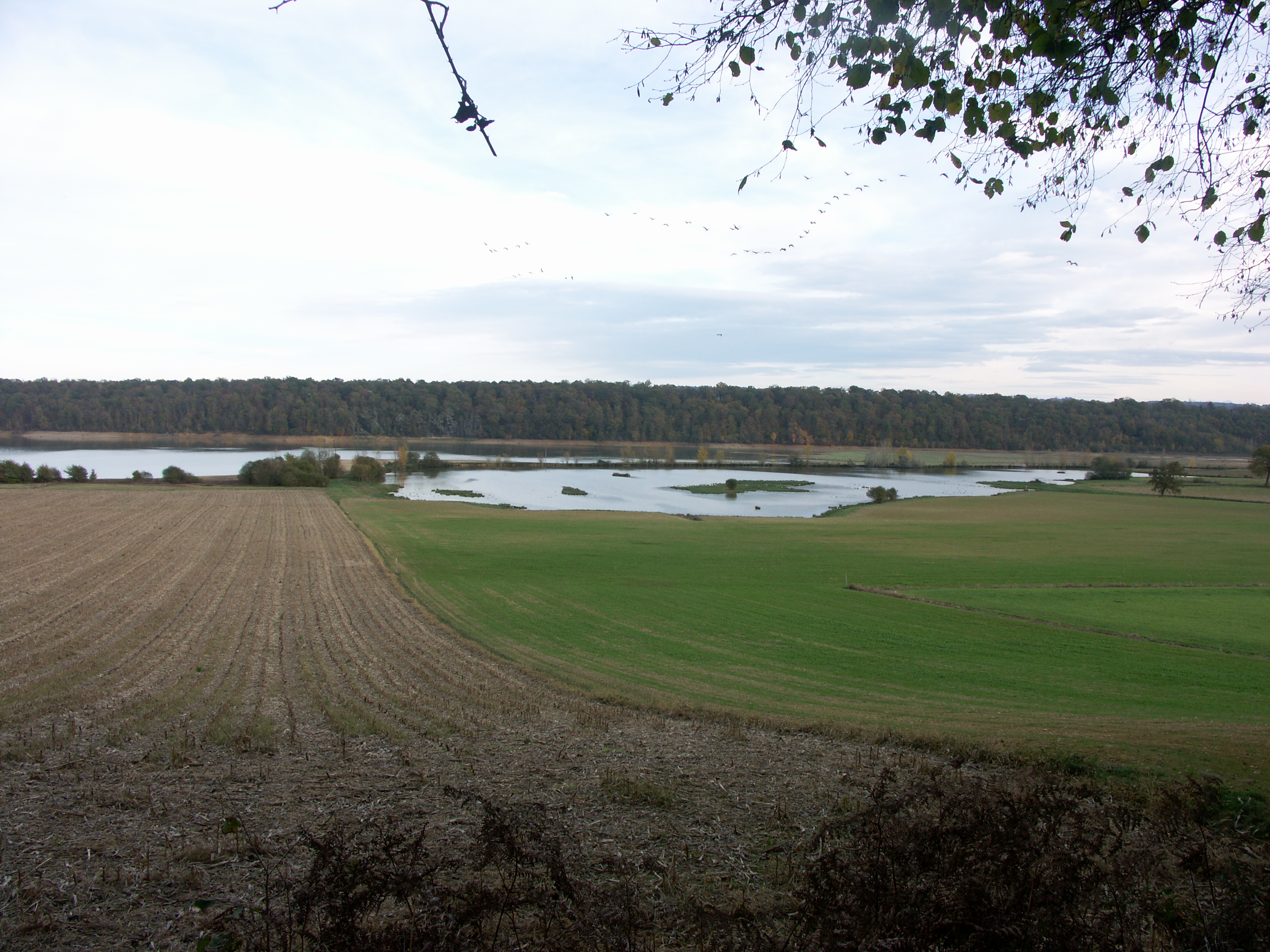
Le lac de Puydarrieux.
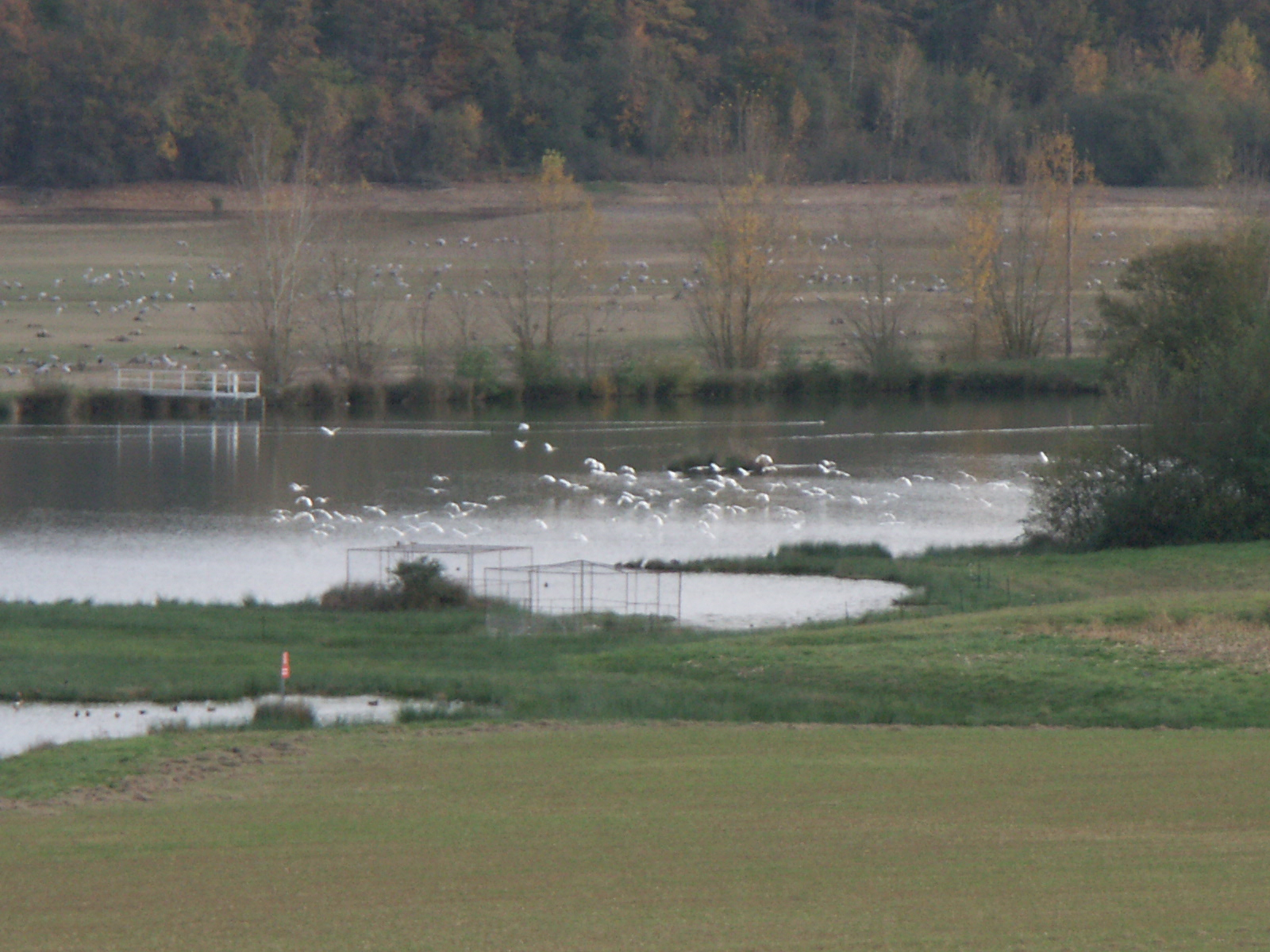
Le lac de Puydarrieux, lieu d'hivernage pour les oiseaux d'eau.

### Climat
Le climat est tempéré de type océanique, en raison de l'influence proche de l'océan Atlantique situé à peu près 150 km plus à l'ouest. La proximité des Pyrénées fait que la commune profite d'un effet de foehn, il peut aussi y neiger en hiver, même si cela reste inhabituel.
| Mois                              | jan.  | fév.  | mars  | avril | mai   | juin  | jui.  | août  | sep.  | oct.  | nov.  | déc.  | année   |
| --------------------------------- | ----- | ----- | ----- | ----- | ----- | ----- | ----- | ----- | ----- | ----- | ----- | ----- | ------- |
| Température minimale moyenne (°C) | 0,6   | 1,3   | 2,7   | 5,2   | 8,3   | 11,6  | 14,1  | 13,9  | 11,7  | 8     | 3,6   | 1,3   | 6,9     |
| Température moyenne (°C)          | 5,3   | 6,1   | 7,8   | 10    | 13,3  | 16,7  | 19,3  | 19    | 17,2  | 13,3  | 8,5   | 5,8   | 11,9    |
| Température maximale moyenne (°C) | 9,9   | 11    | 12,9  | 14,8  | 18,3  | 21,7  | 24,5  | 24    | 22,6  | 18,6  | 13,4  | 10,4  | 16,8    |
| Ensoleillement (h)                | 108,8 | 118,8 | 155,6 | 157,2 | 181,3 | 191,5 | 215,5 | 196,4 | 194,5 | 164,4 | 124,4 | 104,4 | 1 912,8 |
| Précipitations (mm)               | 112,8 | 97,5  | 100,2 | 105,7 | 113,6 | 80,7  | 57,3  | 70,3  | 71    | 85,2  | 93    | 112,1 | 1 099,4 |

### Milieux naturels et biodiversité

#### Espaces protégés
La protection réglementaire est le mode d’intervention le plus fort pour préserver des espaces naturels remarquables et leur biodiversité associée,.
Dans ce cadre, la commune fait partie.
Un  espace protégé est présent sur la commune : 
la « retenue d'eau de Puydarrieux », objet d'un arrêté de protection de biotope, d'une superficie de 268,10 ha.

#### Réseau Natura 2000

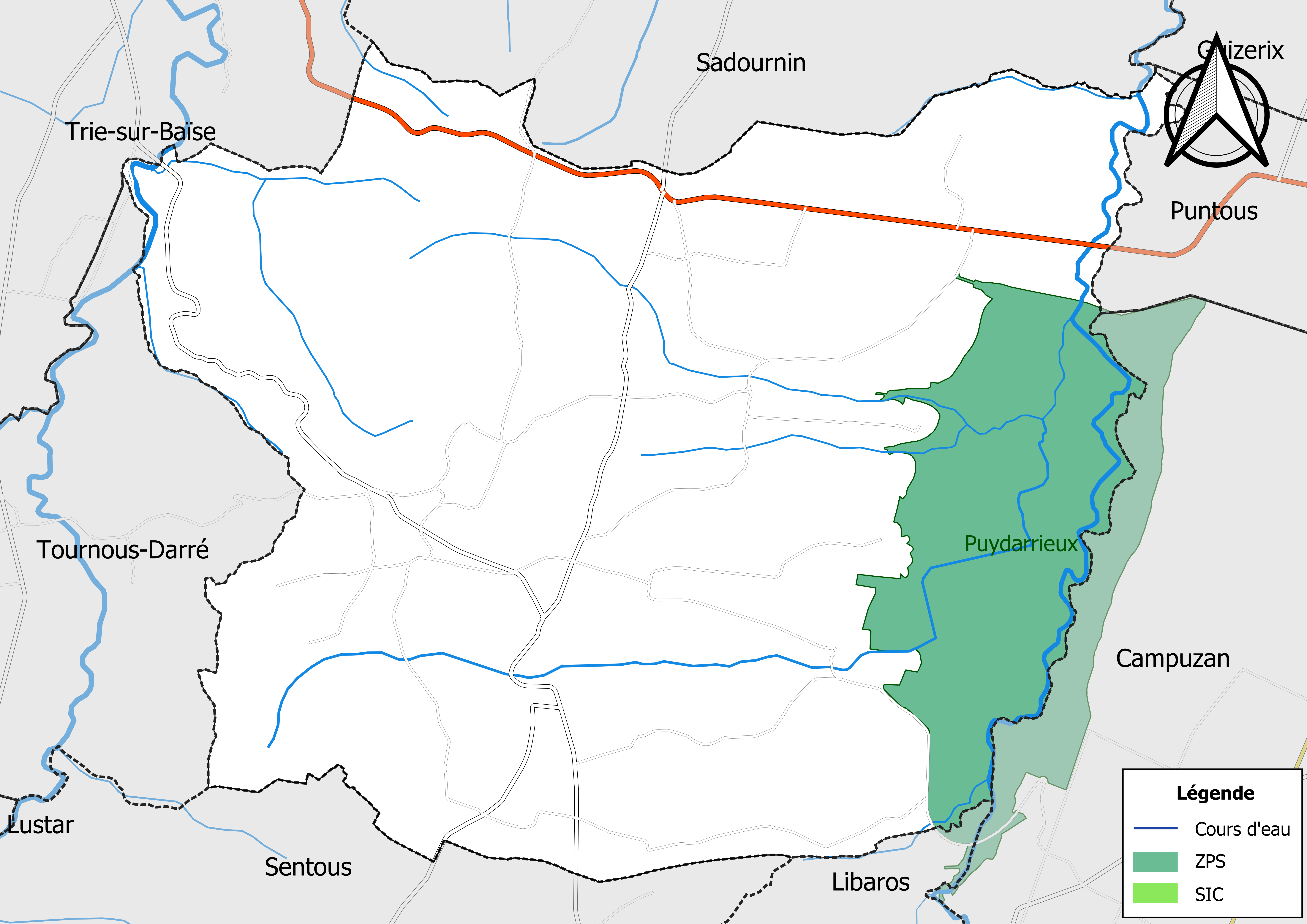
Sites Natura 2000 sur le territoire communal.

Le réseau Natura 2000 est un réseau écologique européen de sites naturels d'intérêt écologique élaboré à partir des directives habitats et oiseaux, constitué de zones spéciales de conservation (ZSC) et de zones de protection spéciale (ZPS).
Un site Natura 2000 a été défini sur la commune au titre  de la directive oiseaux : 0, d'une superficie de 256 ha, une retenue artificielle, créée en 1987 pour l'irrigation des terres agricoles qui constitue l'un des principaux sites pour la migration et l'hivernage des oiseaux d'eau en ex-Midi-Pyrénées.

#### Zones naturelles d'intérêt écologique, faunistique et floristique
L’inventaire des zones naturelles d'intérêt écologique, faunistique et floristique (ZNIEFF) a pour objectif de réaliser une couverture des zones les plus intéressantes sur le plan écologique, essentiellement dans la perspective d’améliorer la connaissance du patrimoine naturel national et de fournir aux différents décideurs un outil d’aide à la prise en compte de l’environnement dans l’aménagement du territoire.
Une ZNIEFF de type 1 est recensée sur la commune :
la « forêt de Campuzan et lac de Puydarrieux » (759 ha), couvrant 6 communes du département et une ZNIEFF de type 2, : 
le « coteau de la Baïse de Montastruc à Trie-sur-Baïse » (830 ha), couvrant 6 communes du département.

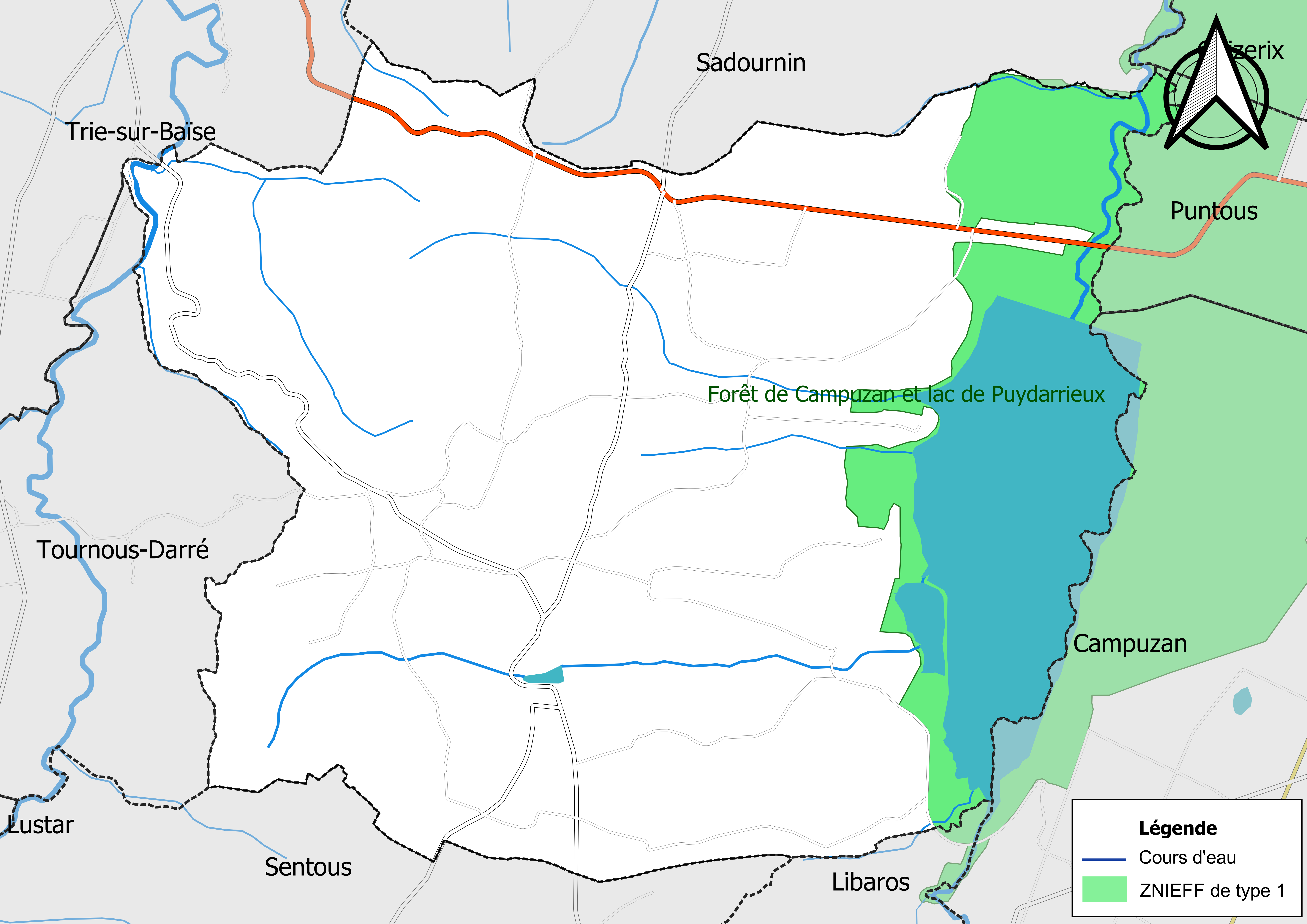
Carte de la ZNIEFF de type 1 sur la commune.
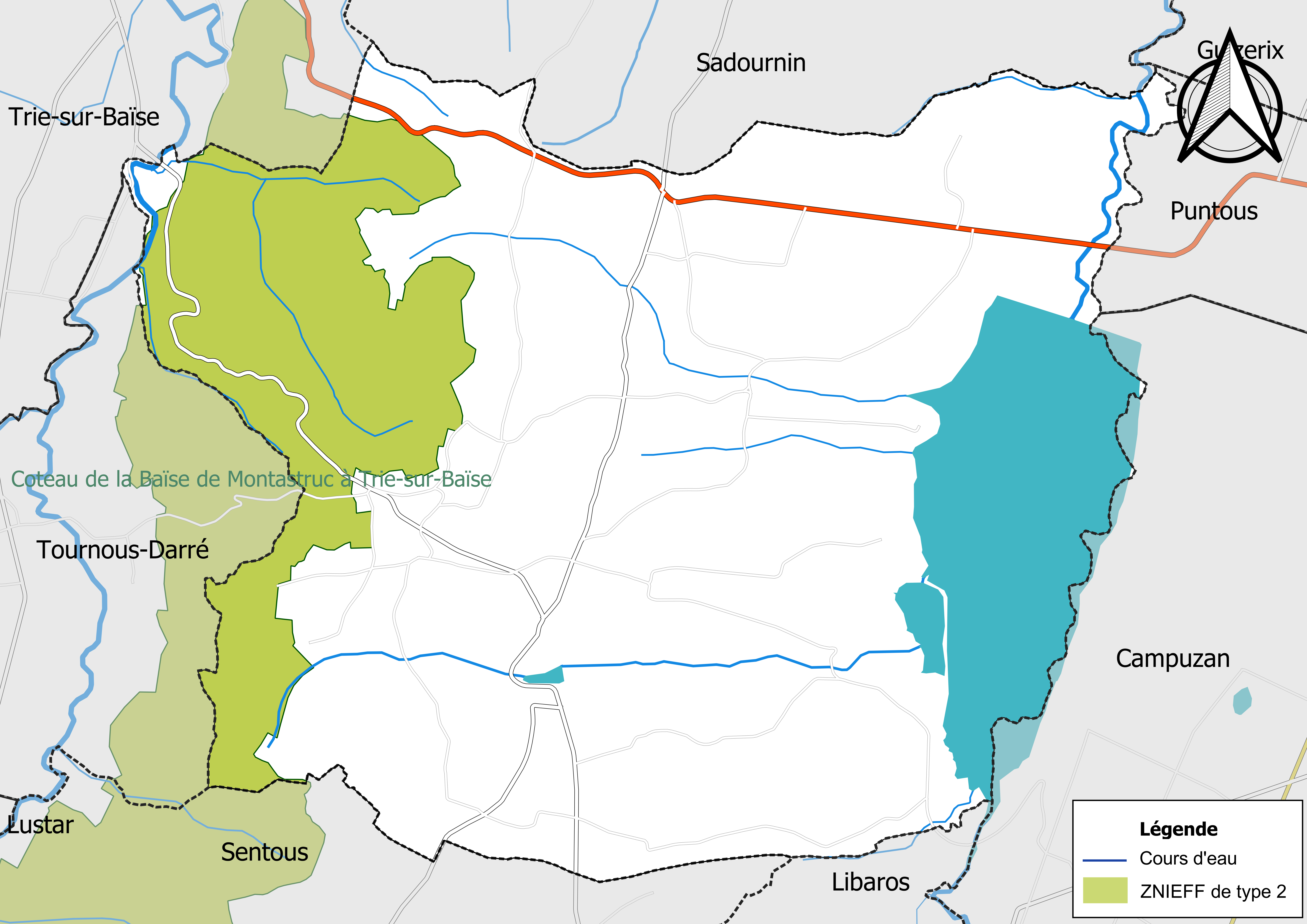
Carte de la ZNIEFF de type 2 sur la commune.

## Urbanisme

### Typologie
Au 1er janvier 2024, Puydarrieux est catégorisée commune rurale à habitat très dispersé, selon la nouvelle grille communale de densité à sept niveaux définie par l'Insee en 2022.
Elle est située hors unité urbaine et hors attraction des villes,.

### Occupation des sols
L'occupation des sols de la commune, telle qu'elle ressort de la base de données européenne d’occupation biophysique des sols Corine Land Cover (CLC), est marquée par l'importance des territoires agricoles (69,8 % en 2018), une proportion sensiblement équivalente à celle de 1990 (69,1 %). La répartition détaillée en 2018 est la suivante : 
terres arables (55,3 %), forêts (18,4 %), zones agricoles hétérogènes (13,2 %), eaux continentales (11,9 %), prairies (1,3 %).
L'IGN met par ailleurs à disposition un outil en ligne permettant de comparer l’évolution dans le temps de l’occupation des sols de la commune (ou de territoires à des échelles différentes). Plusieurs époques sont accessibles sous forme de cartes ou photos aériennes : la carte de Cassini (XVIIIe siècle), la carte d'état-major (1820-1866) et la période actuelle (1950 à aujourd'hui).

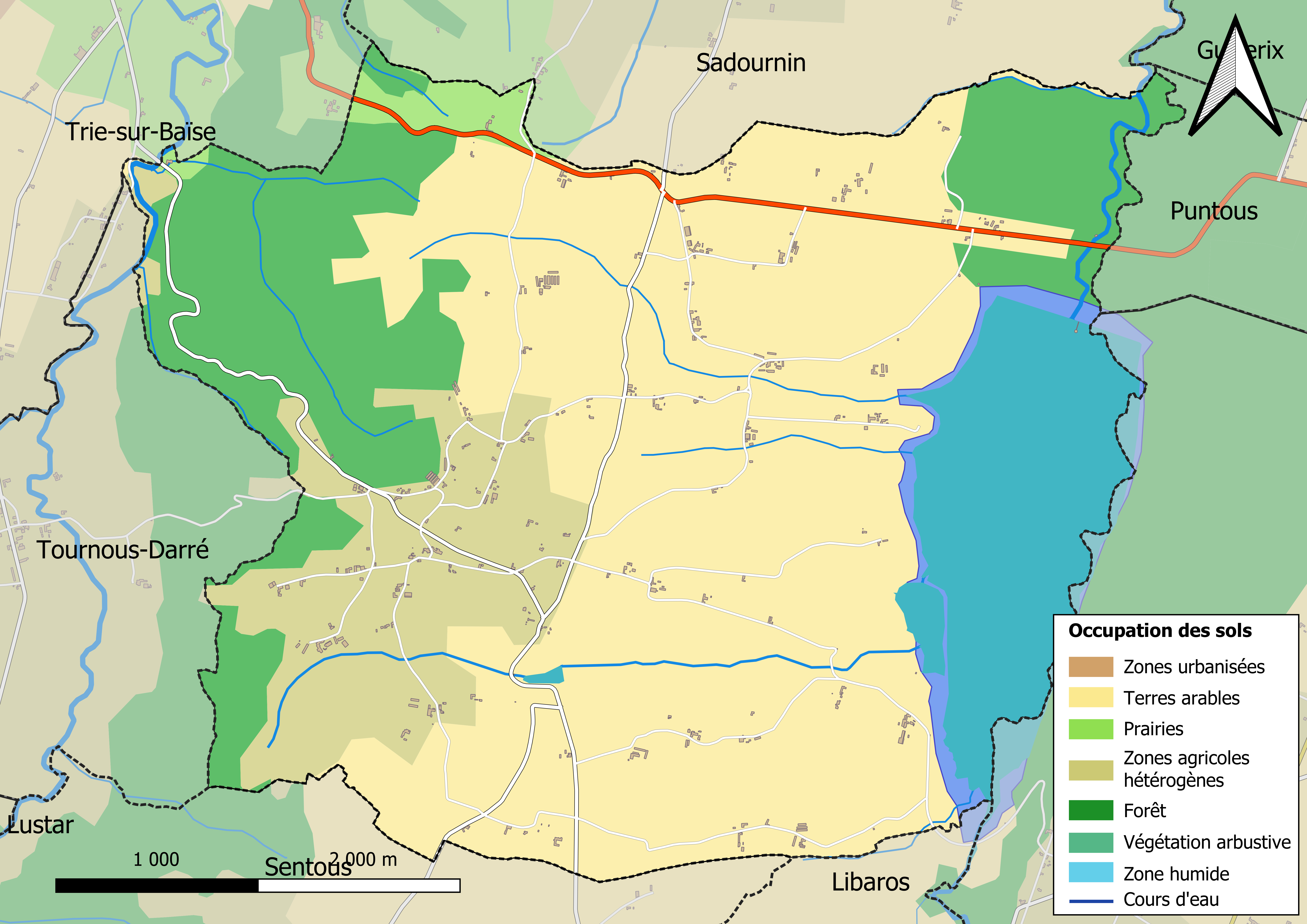
Carte des infrastructures et de l'occupation des sols en 2018 (CLC) de la commune.
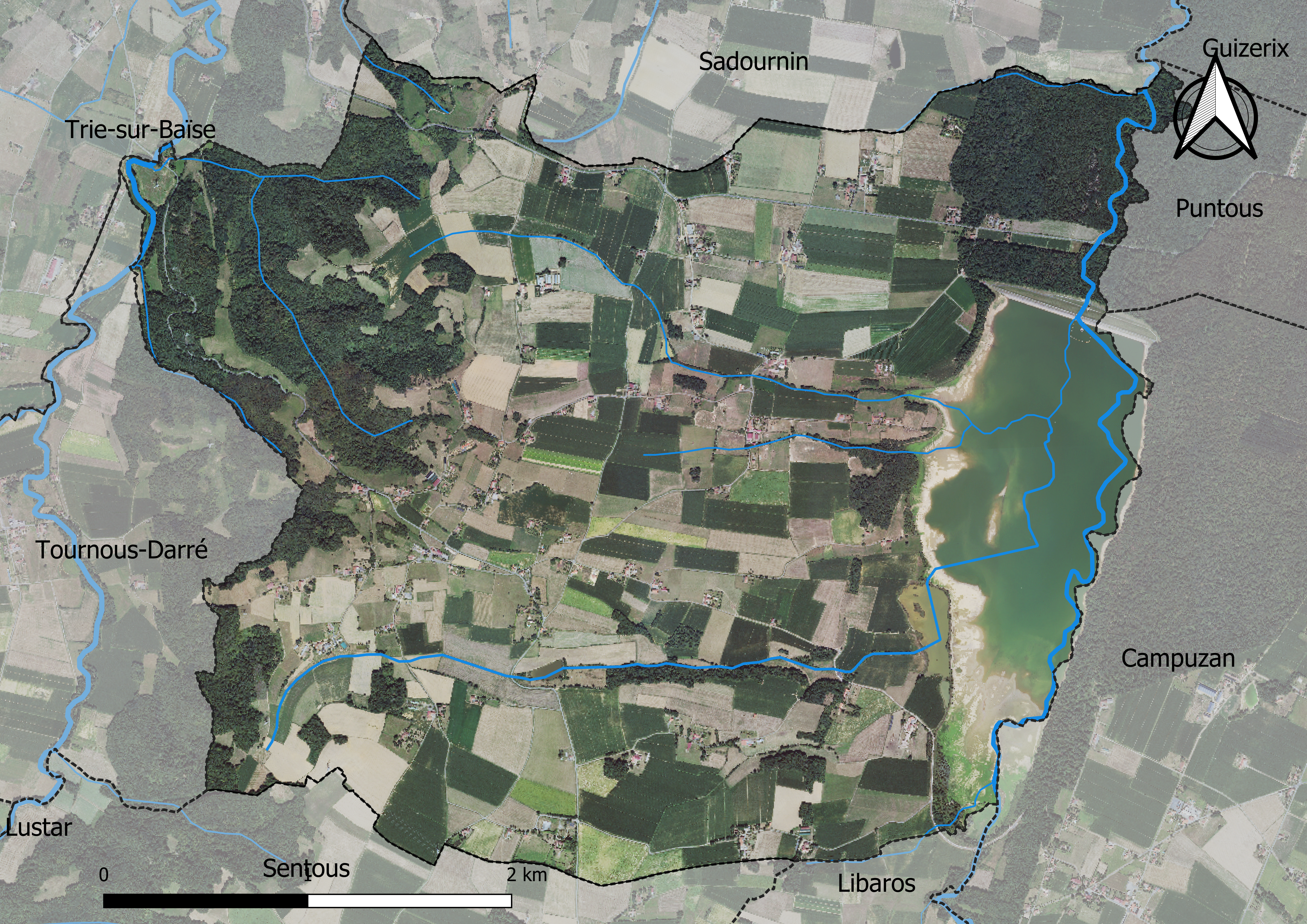
Carte orthophotogrammétrique de la commune.

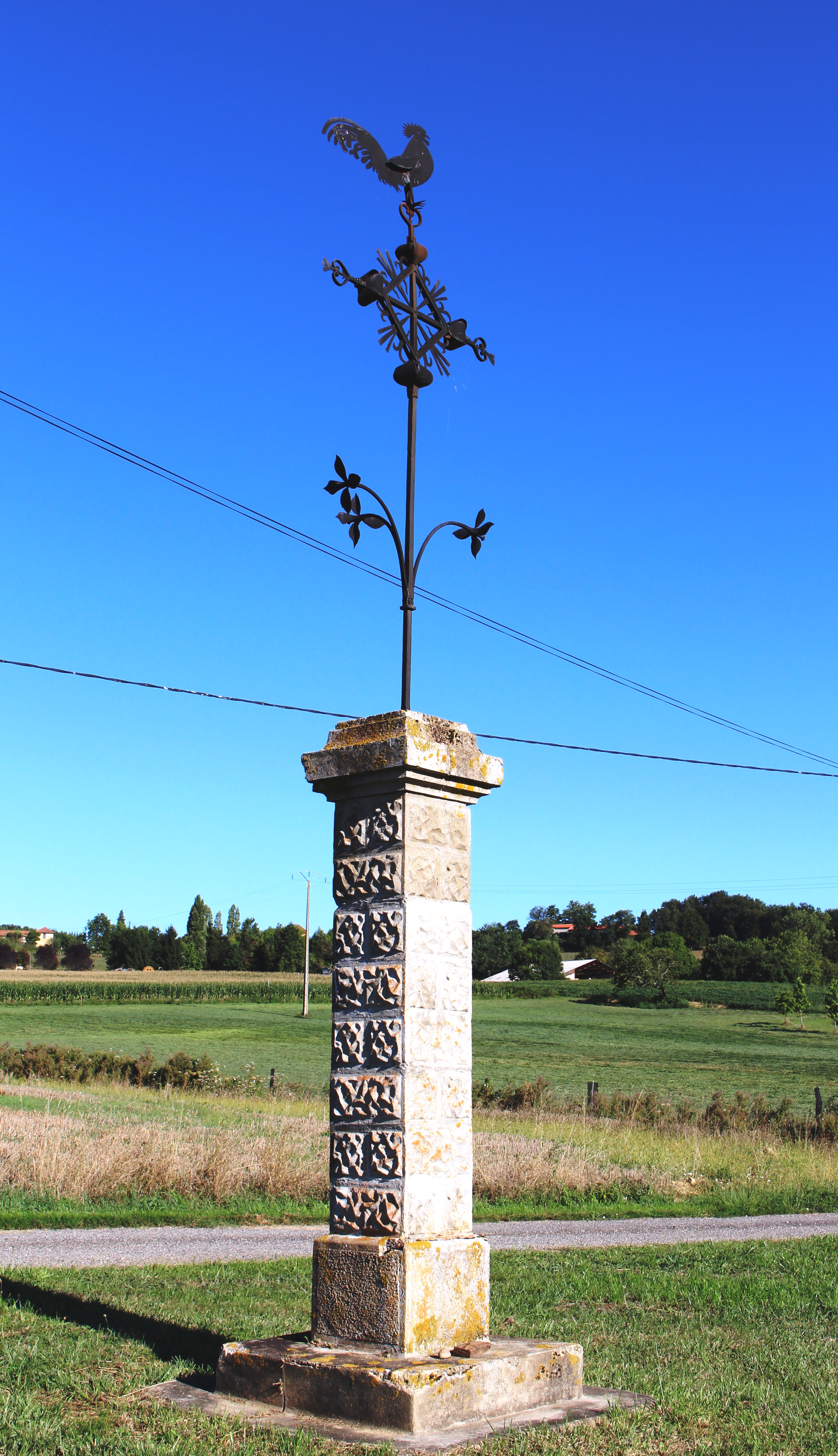
Une croix.

### Logement
En 2012, le nombre total de logements dans la commune est de 117.

Parmi ces logements, 81,5 % sont des résidences principales, 11,1 % des résidences secondaires et 7,4 % des logements vacants.

### Voies de communication et transports
Cette commune est desservie par les routes départementales D 632 et D 939 et par la route départementale D 37.

### Risques majeurs
Le territoire de la commune de Puydarrieux est vulnérable à différents aléas naturels : météorologiques (tempête, orage, neige, grand froid, canicule ou sécheresse), inondations, mouvements de terrains et séisme (sismicité modérée). Un site publié par le BRGM permet d'évaluer simplement et rapidement les risques d'un bien localisé soit par son adresse soit par le numéro de sa parcelle.
Certaines parties du territoire communal sont susceptibles d’être affectées par le risque d’inondation par débordement de cours d'eau, notamment la Baïse et la Baisole. La cartographie des zones inondables en ex-Midi-Pyrénées réalisée dans le cadre du XIe Contrat de plan État-région, visant à informer les citoyens et les décideurs sur le risque d’inondation, est accessible sur le site de la DREAL Occitanie. La commune a été reconnue en état de catastrophe naturelle au titre des dommages causés par les inondations et coulées de boue survenues en 1982, 1999 et 2009,.
Puydarrieux est exposée au risque de feu de forêt. Un plan départemental de protection des forêts contre les incendies a été approuvé par arrêté préfectoral le 21 avril 2020 pour la période 2020-2029. Le précédent couvrait la période 2007-2017. L’emploi du feu est régi par deux types de réglementations. D’abord le code forestier et l’arrêté préfectoral du 27 octobre 2014, qui réglementent l’emploi du feu à moins de 200 m des espaces naturels combustibles sur l’ensemble du département. Ensuite celle établie dans le cadre de la lutte contre la pollution de l’air, qui interdit le brûlage des déchets verts des particuliers. L’écobuage est quant à lui réglementé dans le cadre de commissions locales d’écobuage (CLE)

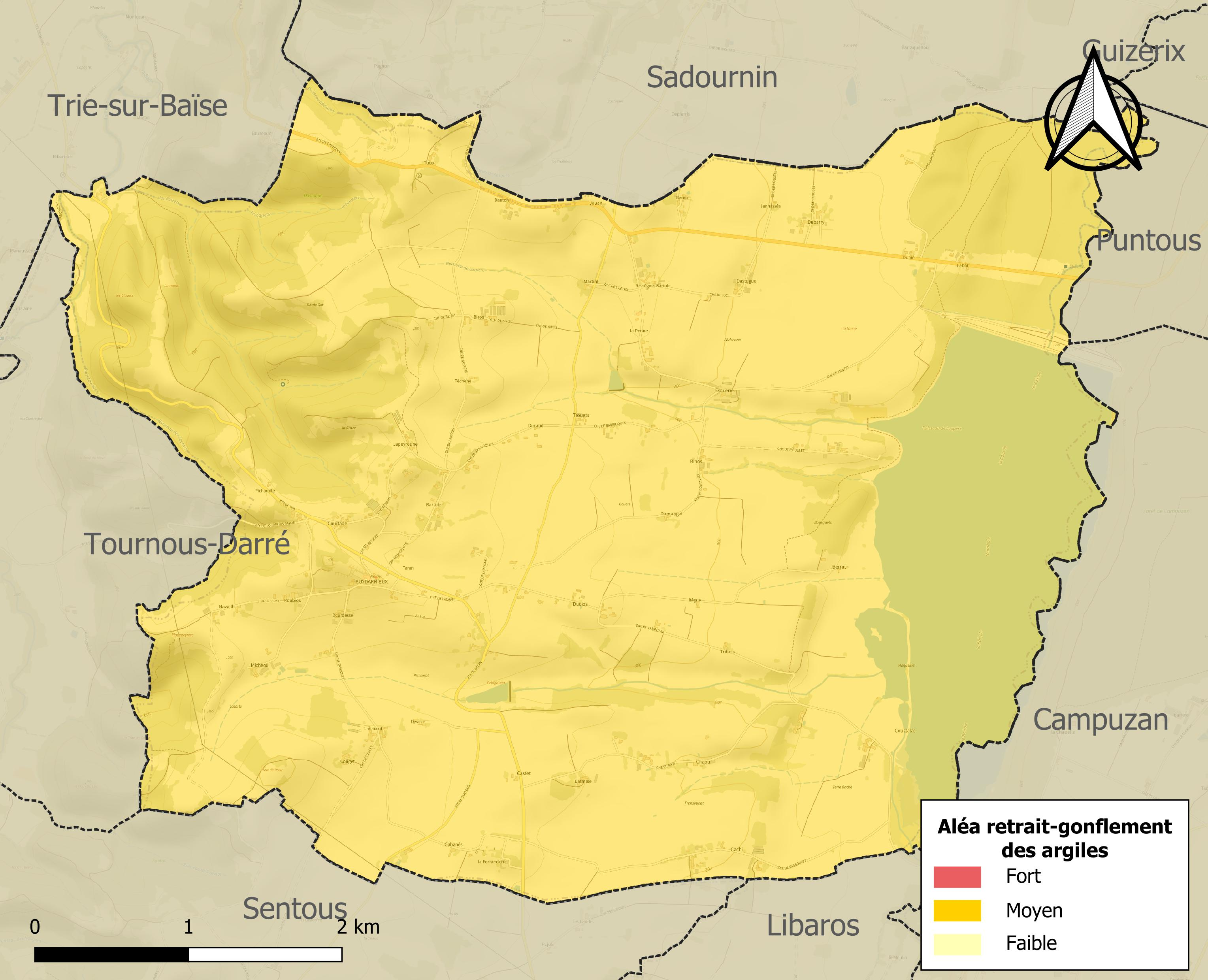
Carte des zones d'aléa retrait-gonflement des sols argileux de Puydarrieux.

Les mouvements de terrains susceptibles de se produire sur la commune sont des tassements différentiels.
Le retrait-gonflement des sols argileux est susceptible d'engendrer des dommages importants aux bâtiments en cas d’alternance de périodes de sécheresse et de pluie. La totalité de la commune est en aléa moyen ou fort (44,5 % au niveau départemental et 48,5 % au niveau national). Sur les 120 bâtiments dénombrés sur la commune en 2019, 120 sont en aléa moyen ou fort, soit 100 %, à comparer aux 75 % au niveau départemental et 54 % au niveau national. Une cartographie de l'exposition du territoire national au retrait gonflement des sols argileux est disponible sur le site du BRGM,.
Par ailleurs, afin de mieux appréhender le risque d’affaissement de terrain, l'inventaire national des cavités souterraines permet de localiser celles situées sur la commune.
Concernant les mouvements de terrains, la commune a été reconnue en état de catastrophe naturelle au titre des dommages causés par la sécheresse en 1990 et 2003 et par des mouvements de terrain en 1999.

## Toponymie

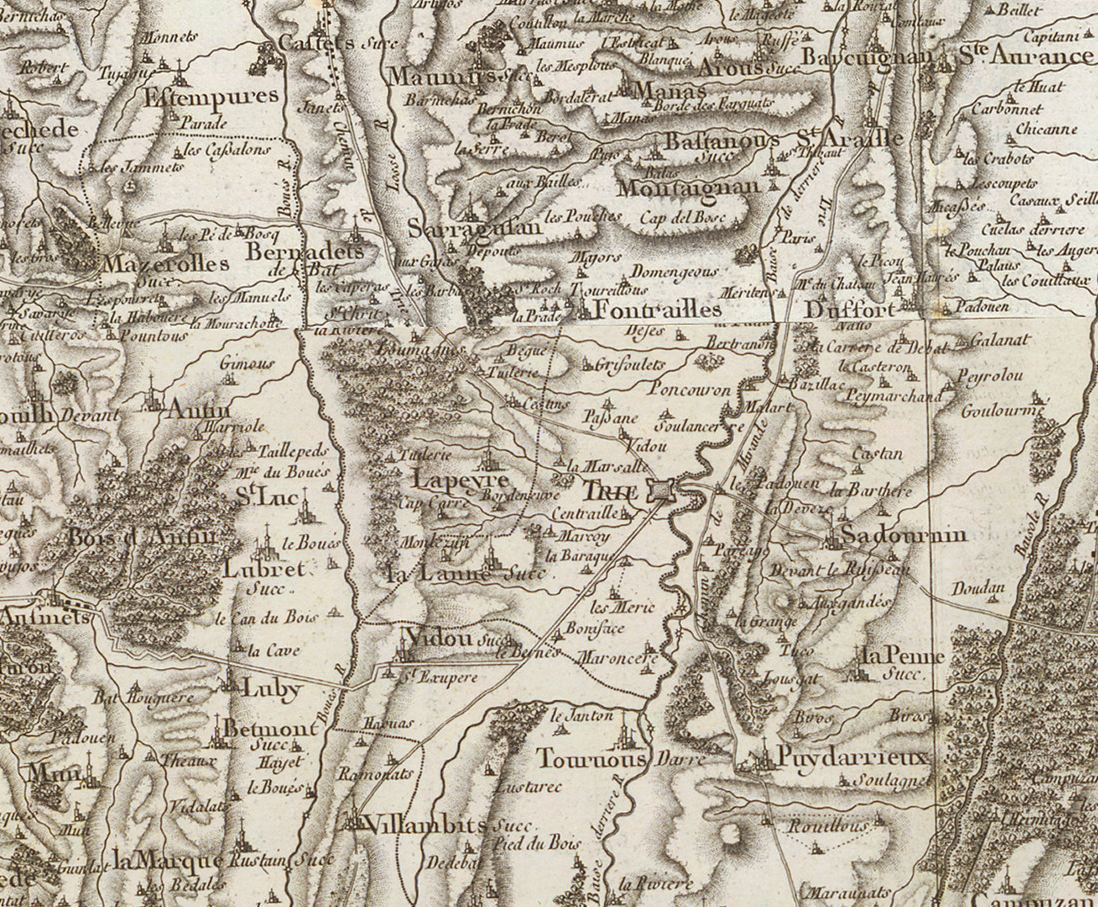
Extrait de la carte de Cassini (entre 1756 et 1789) situant Puydarrieux au sud de Trie-sur-Baïse.

On trouvera les principales informations dans le Dictionnaire toponymique des communes des Hautes-Pyrénées de Michel Grosclaude et Jean-François Le Nail qui rapporte les dénominations historiques du village :
Dénominations historiques :
- Gillelmus de Podio Rivorum, latin (1212, cartulaire de Berdoues) ;
- de Podio Rivoris, latin (1405, décime d'Auch) ;
- de Podio Rivorum, latin (ibid.) ;
- Pouydarrieux (1738, registres paroissiaux) ;
- Puy-d’Arrieux (1746, Brugèles) ;
- Puydarrieux (fin XVIIIe siècle, carte de Cassini).

Étymologie : du gascon puei (latin podium = élévation, colline) et arrieus (latin rivos = les ruisseaux).
Nom occitan : Poidarrius.

## Histoire

### Cadastre napoléonien de Puydarrieux
Le plan cadastral napoléonien de Puydarrieux est consultable sur le site des archives départementales des Hautes-Pyrénées.

## Politique et administration

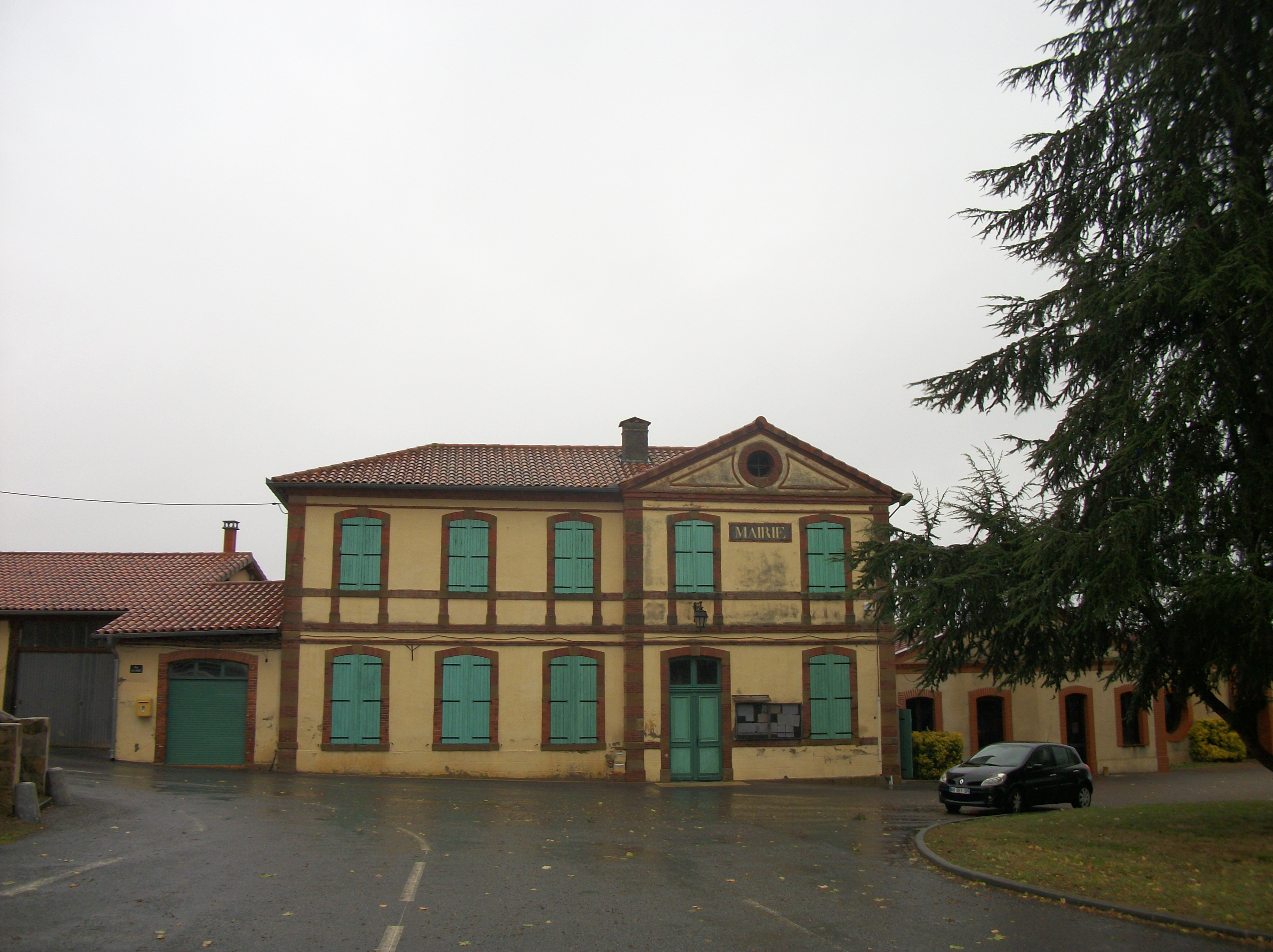
La mairie en 2020

### Liste des maires
| Période                                  | Période   | Identité          | Étiquette | Qualité |
| ---------------------------------------- | --------- | ----------------- | --------- | ------- |
| Les données manquantes sont à compléter. |           |                   |           |         |
|                                          |           |                   |           |         |
| avant 1988                               | ?         | Roch Orazi        | PS        |         |
| mars 2001                                | mars 2008 | Michel Angot      |           |         |
| mars 2008                                | mars 2020 | Marcel Marque     | PS        |         |
| mars 2020                                | En cours  | Jean-Louis Sorbet |           |         |

### Rattachements administratifs et électoraux

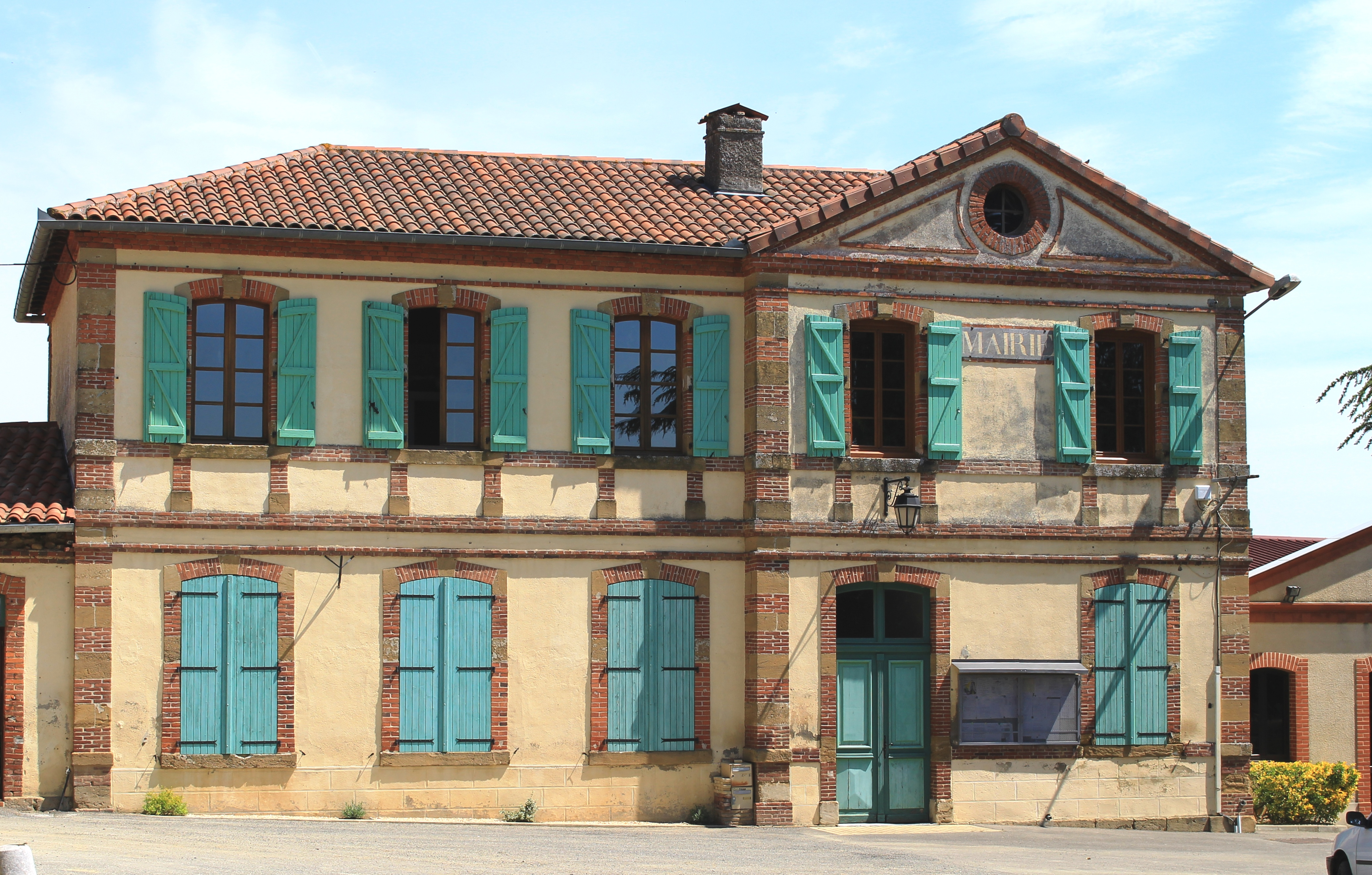
La mairie en 2021.

#### Historique administratif
Sénéchaussée de Toulouse, élection d'Astarac, baronnie de Barbazan, canton de Trie (depuis 1790). Lapène est rattachée à Puydarrieux dès 1791.

#### Intercommunalité
Puydarrieux appartient à la communauté de communes du Pays de Trie et du Magnoac créée en janvier 2017 et qui réunit 50 communes.

## Population et société

### Démographie

#### Évolution démographique

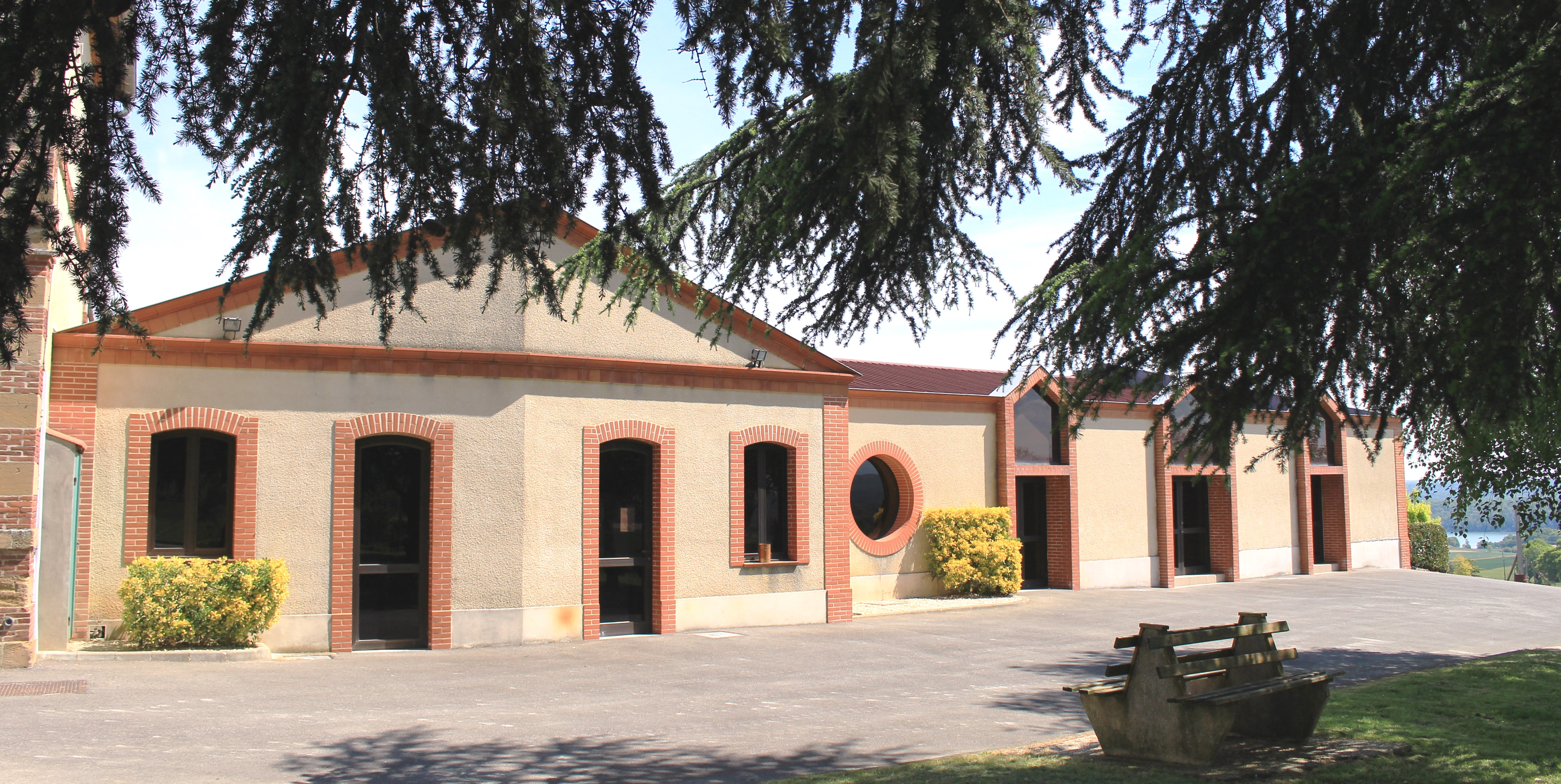
Le foyer rural en 2021.

| 1793 | 1800 | 1806 | 1821 | 1831 | 1836 | 1841 | 1846 | 1851 |
| ---- | ---- | ---- | ---- | ---- | ---- | ---- | ---- | ---- |
| 722  | 606  | 727  | 771  | 870  | 866  | 881  | 902  | 855  |

| 1856 | 1861 | 1866 | 1876 | 1881 | 1886 | 1891 | 1896 | 1901 |
| ---- | ---- | ---- | ---- | ---- | ---- | ---- | ---- | ---- |
| 802  | 797  | 743  | 718  | 691  | 681  | 667  | 572  | 565  |

| 1906 | 1911 | 1921 | 1926 | 1931 | 1936 | 1946 | 1954 | 1962 |
| ---- | ---- | ---- | ---- | ---- | ---- | ---- | ---- | ---- |
| 557  | 512  | 471  | 456  | 430  | 434  | 383  | 319  | 311  |

| 1968 | 1975 | 1982 | 1990 | 1999 | 2004 | 2006 | 2009 | 2014 |
| ---- | ---- | ---- | ---- | ---- | ---- | ---- | ---- | ---- |
| 285  | 257  | 254  | 248  | 264  | 244  | 238  | 218  | 218  |

| 2019 | 2022 | - | - | - | - | - | - | - |
| ---- | ---- | - | - | - | - | - | - | - |
| 232  | 231  | - | - | - | - | - | - | - |

### Enseignement
La commune dépend de l'académie de Toulouse. Elle ne dispose plus d'école en 2016.

### Culture et festivité
- Le village ayant pour saint patron l'Exaltation de la Sainte-Croix (rare pour un village français), la fête locale se situe le week-end le plus près du 14 septembre.

## Économie

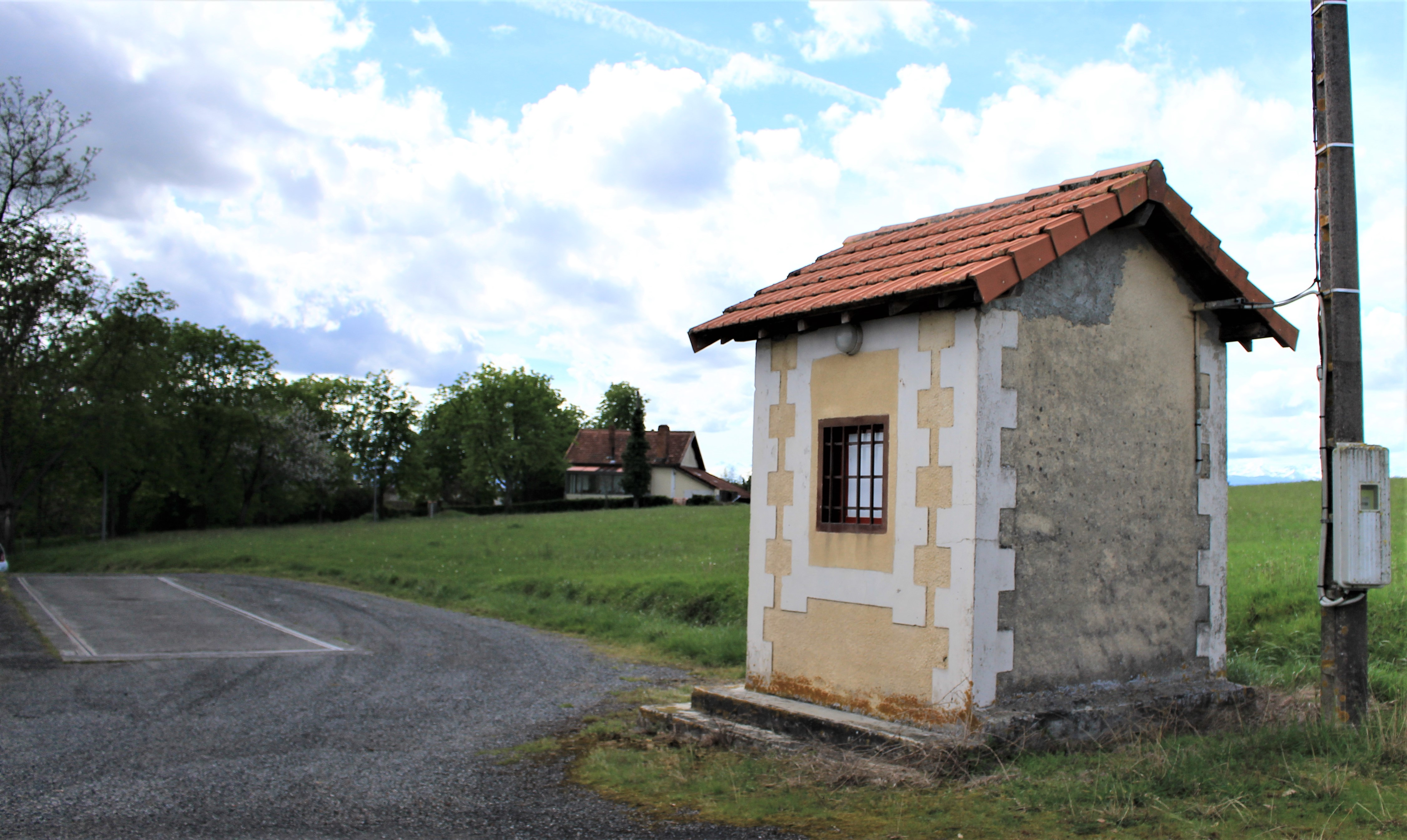
L'ancienne bascule en 2024.

### Revenus
En 2018, la commune compte 100 ménages fiscaux, regroupant 218 personnes. La médiane du revenu disponible par unité de consommation est de 18 480 € (20 420 € dans le département).

### Emploi
|                | 2008  | 2013  | 2018  |
| -------------- | ----- | ----- | ----- |
| Commune        | 7,8 % | 7,4 % | 9,8 % |
| Département    | 7,7 % | 9,4 % | 9,8 % |
| France entière | 8,3 % | 10 %  | 10 %  |

En 2018, la population âgée de 15 à 64 ans s'élève à 119 personnes, parmi lesquelles on compte 81,1 % d'actifs (71,3 % ayant un emploi et 9,8 % de chômeurs) et 18,9 % d'inactifs,. Depuis 2008, le taux de chômage communal (au sens du recensement) des 15-64 ans est supérieur à celui du département, mais inférieur à celui de la France.
La commune est hors attraction des villes,. Elle compte 43 emplois en 2018, contre 49 en 2013 et 38 en 2008. Le nombre d'actifs ayant un emploi résidant dans la commune est de 92, soit un indicateur de concentration d'emploi de 46,3 % et un taux d'activité parmi les 15 ans ou plus de 50 %.
Sur ces 92 actifs de 15 ans ou plus ayant un emploi, 29 travaillent dans la commune, soit 32 % des habitants. Pour se rendre au travail, 81,9 % des habitants utilisent un véhicule personnel ou de fonction à quatre roues, 1,1 % les transports en commun, 3,2 % s'y rendent en deux-roues, à vélo ou à pied et 13,8 % n'ont pas besoin de transport (travail au domicile).

## Culture locale et patrimoine

### Lieux et monuments
- Église de l'Exaltation-de-la-Sainte-Croix de Puydarrieux. Une église dédiée à l'Exaltation de la Sainte-Croix est rare en France, c'est la seule du diocèse de Tarbes et Lourdes. À l'occasion de la fête du village, une messe est célébrée le week-end le plus près du 14 septembre, jour de la fête de l'Exaltation de la Sainte-Croix.
- Croix monumental en fer forgé.
- Monument aux morts surmonté d'une croix.

L'église de l'Exaltation-de-la-Sainte-Croix de Puydarrieux
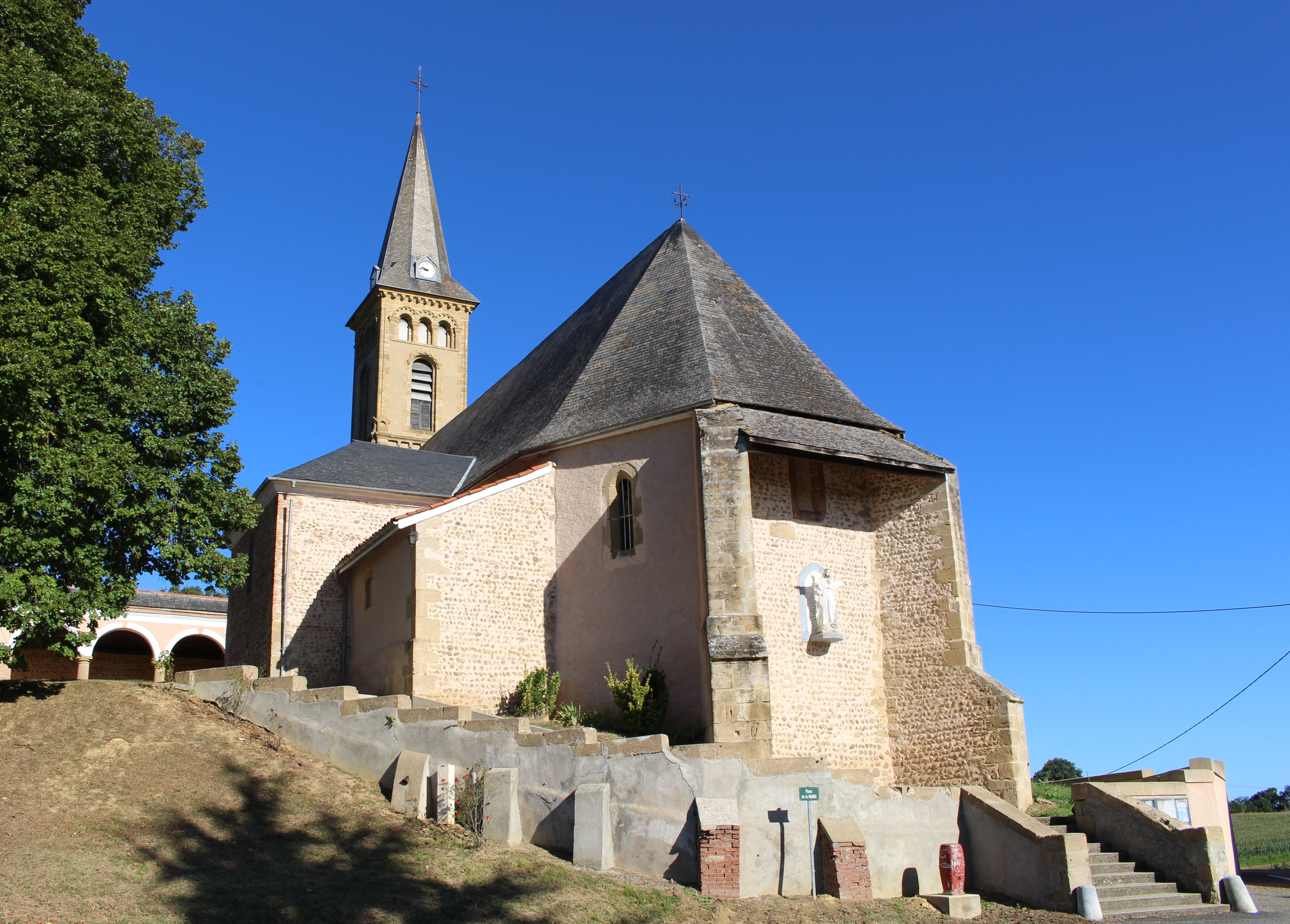
L'église.
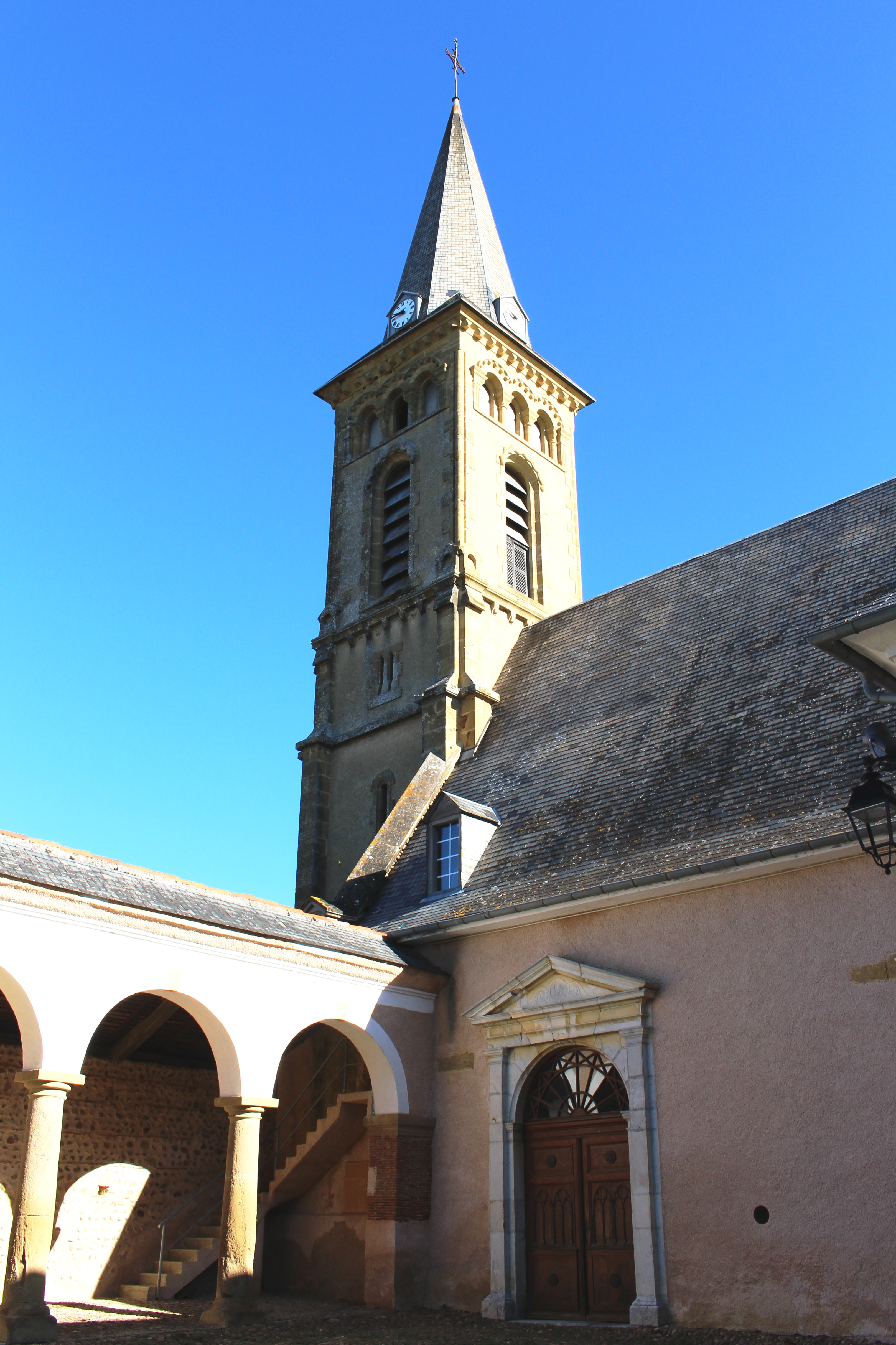
Le clocher.
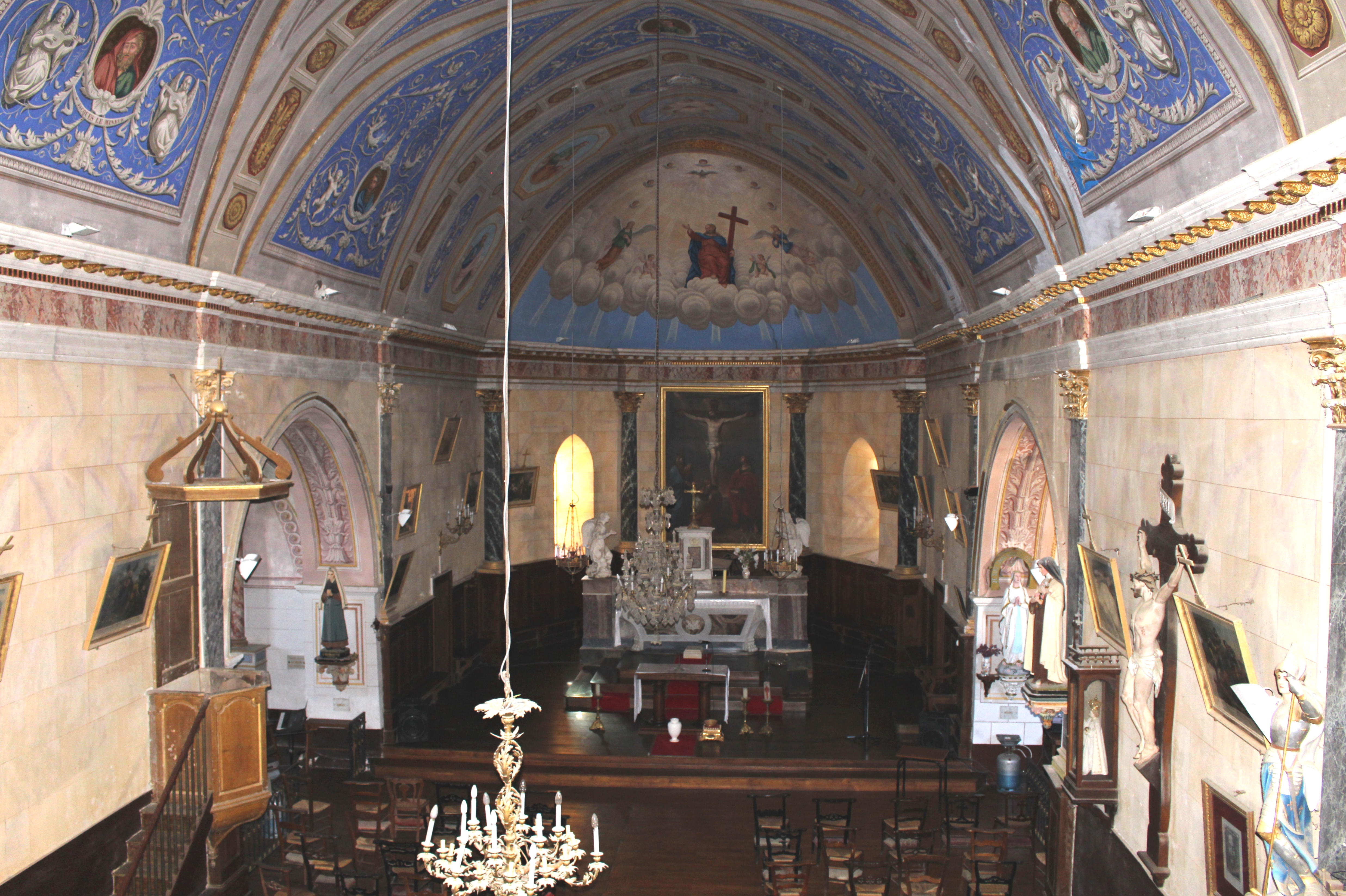
Le chœur.
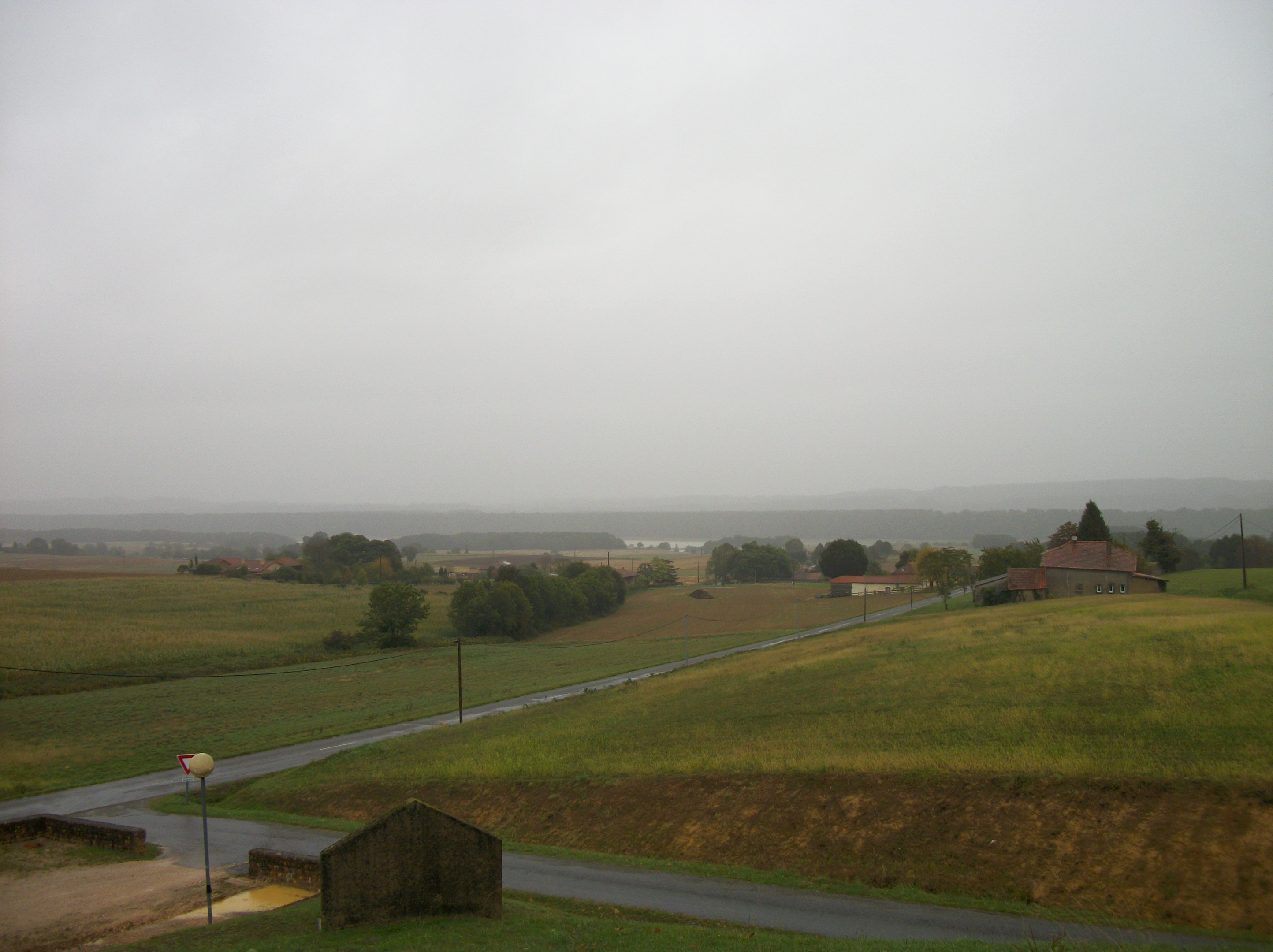
Paysage vu depuis l'église
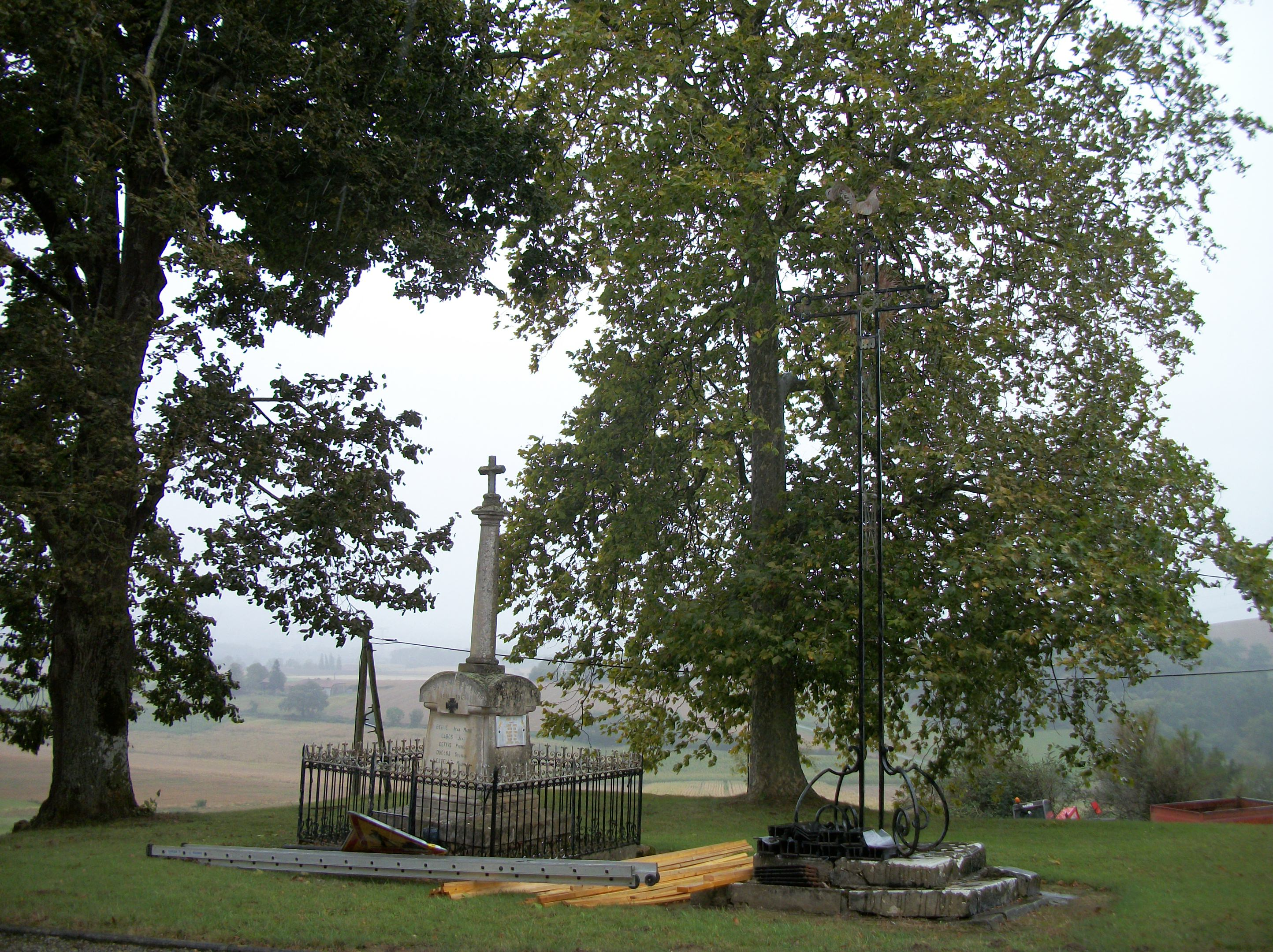
Placés devant l'église, sur la gauche, le monument aux morts, sur la droite, une croix monumental en fer forgé

- Église Notre-Dame-de-l'Assomption de La Penne.

Église Notre-Dame-de-l'Assomption de La Penne
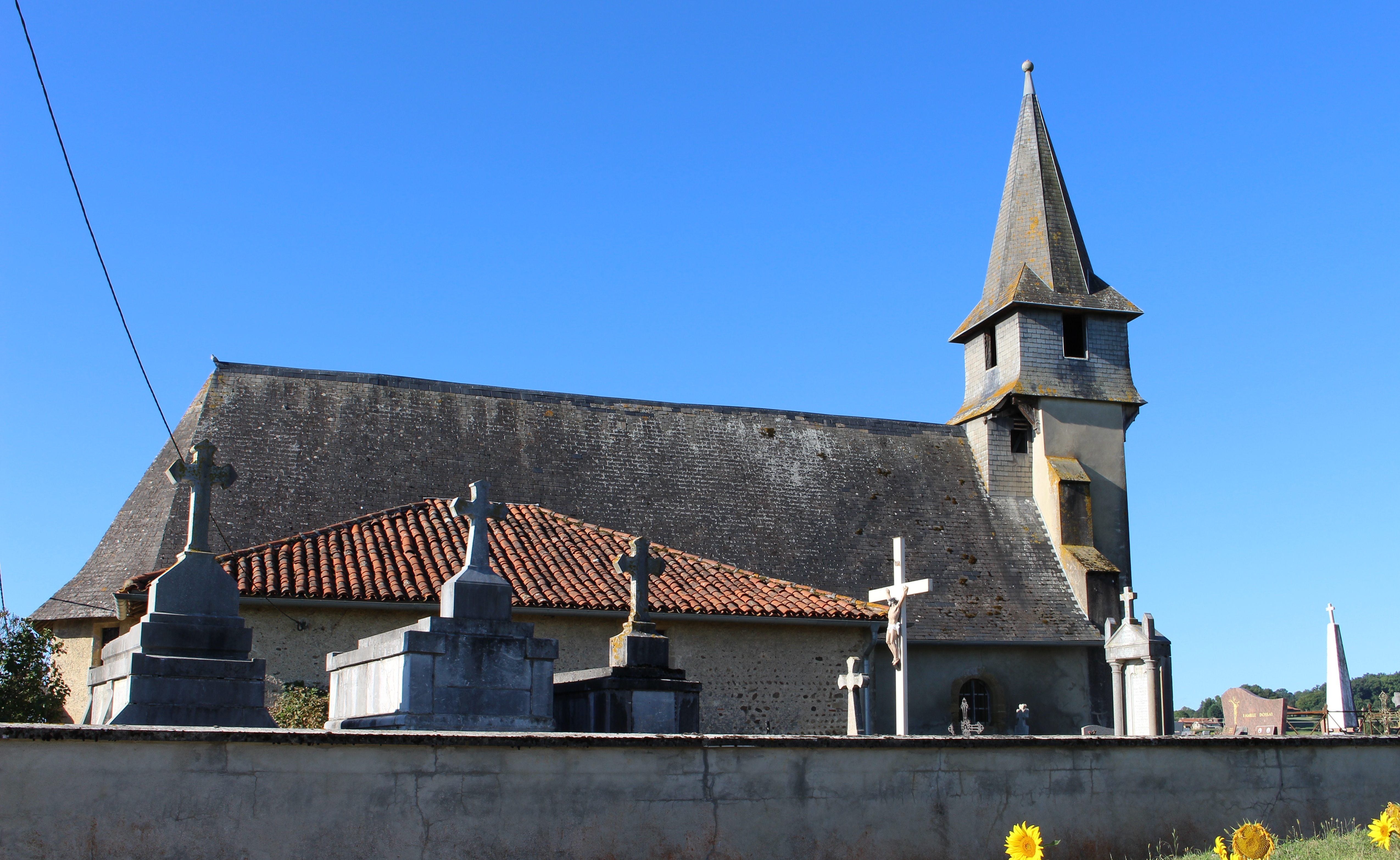
L'église en 2015.
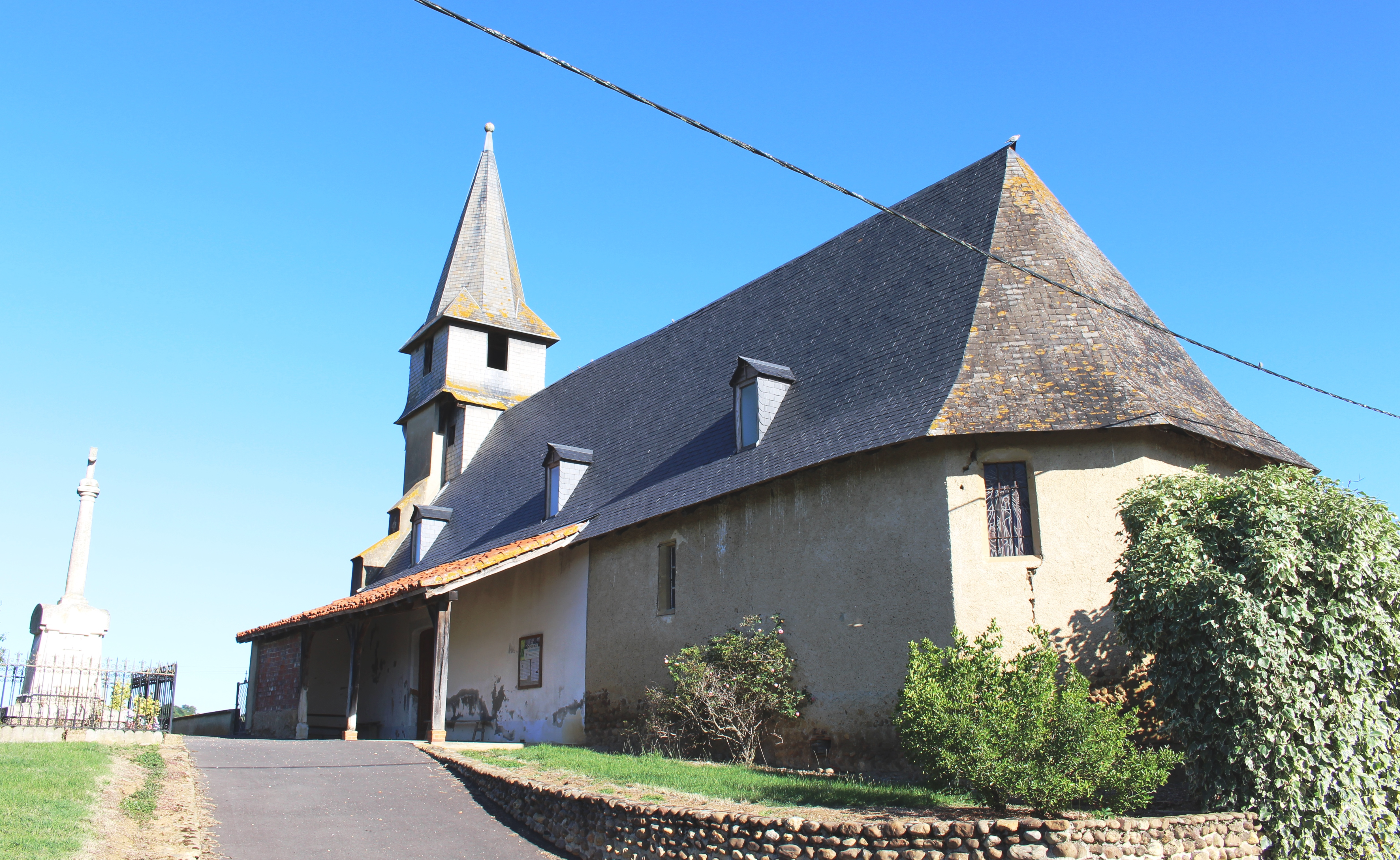
Le chevet

- La Maison de la Nature et de l'Environnement 65 et le Jardin des Coteaux[41].

La Maison de la Nature et de l'Environnement 65 et le Jardin des Coteaux
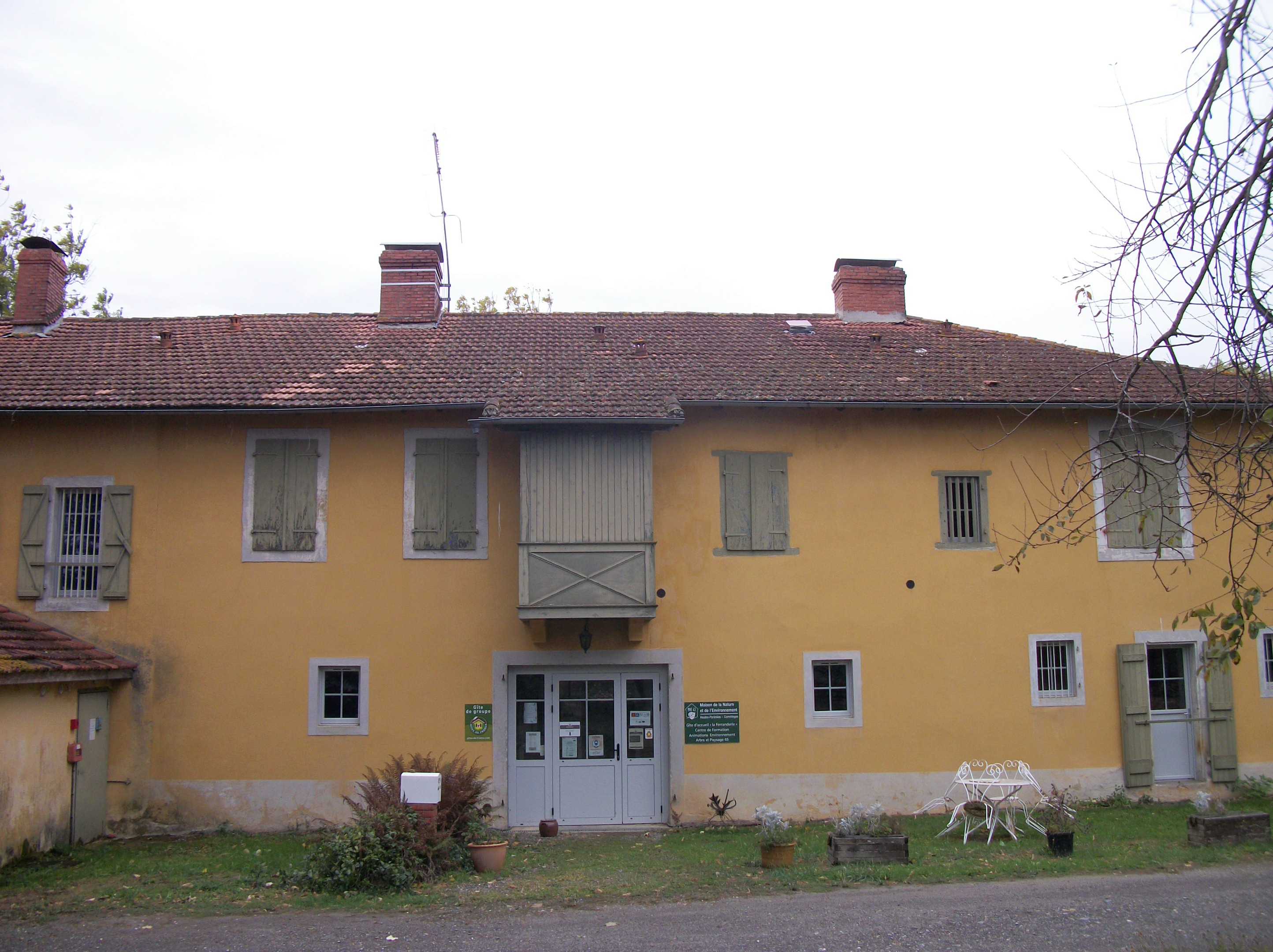
La Maison de la Nature et de l'Environnement 65
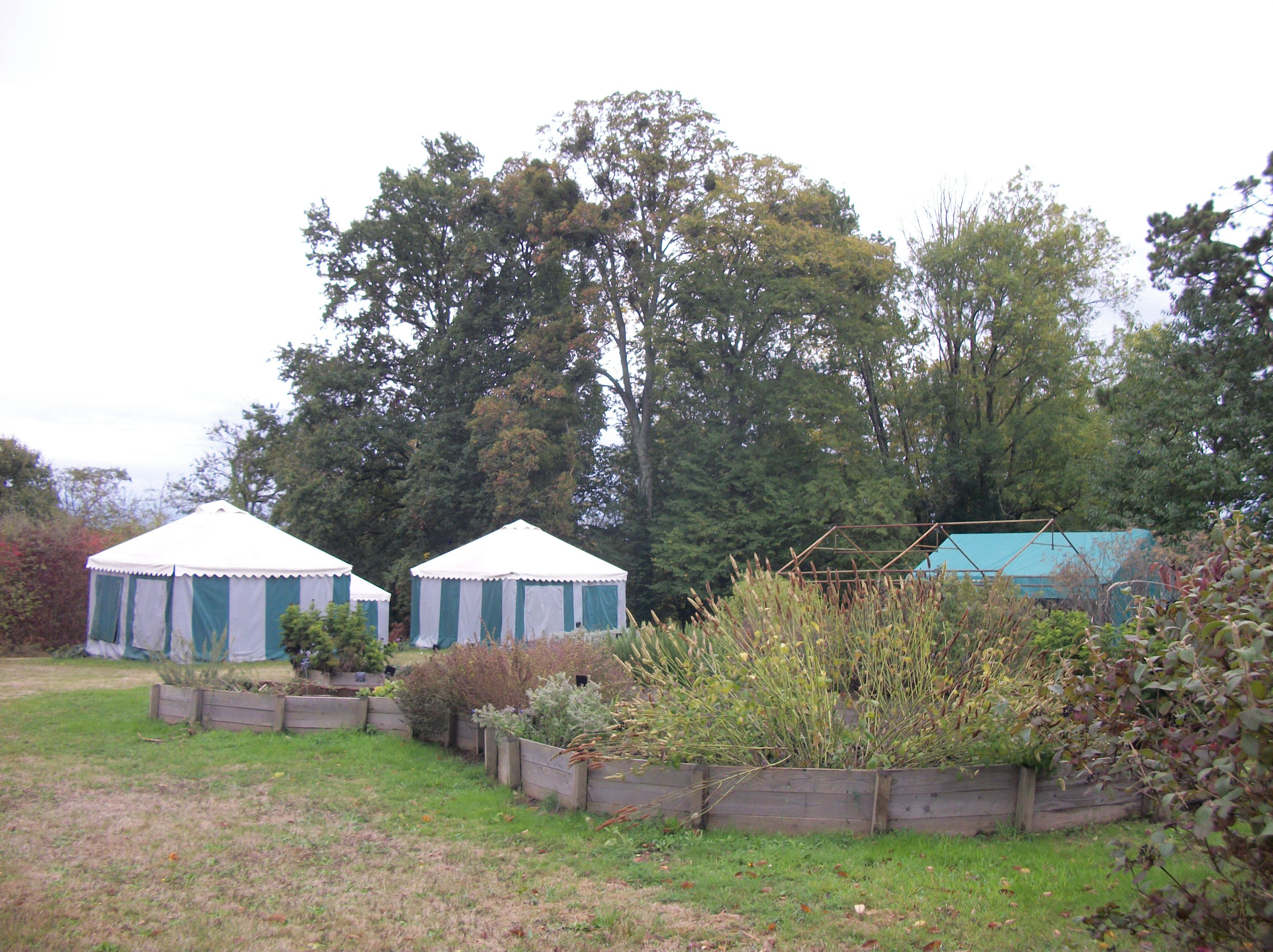
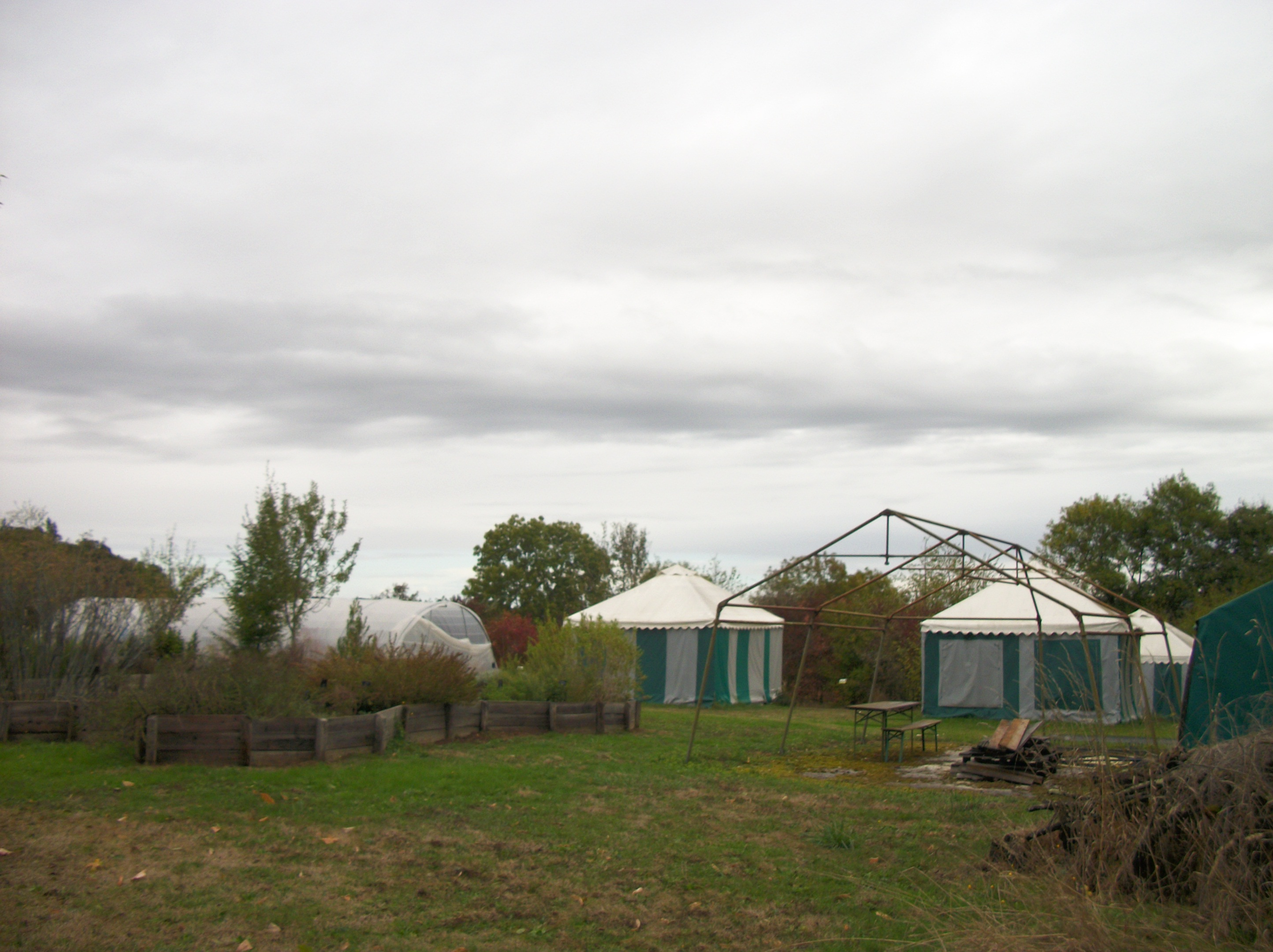
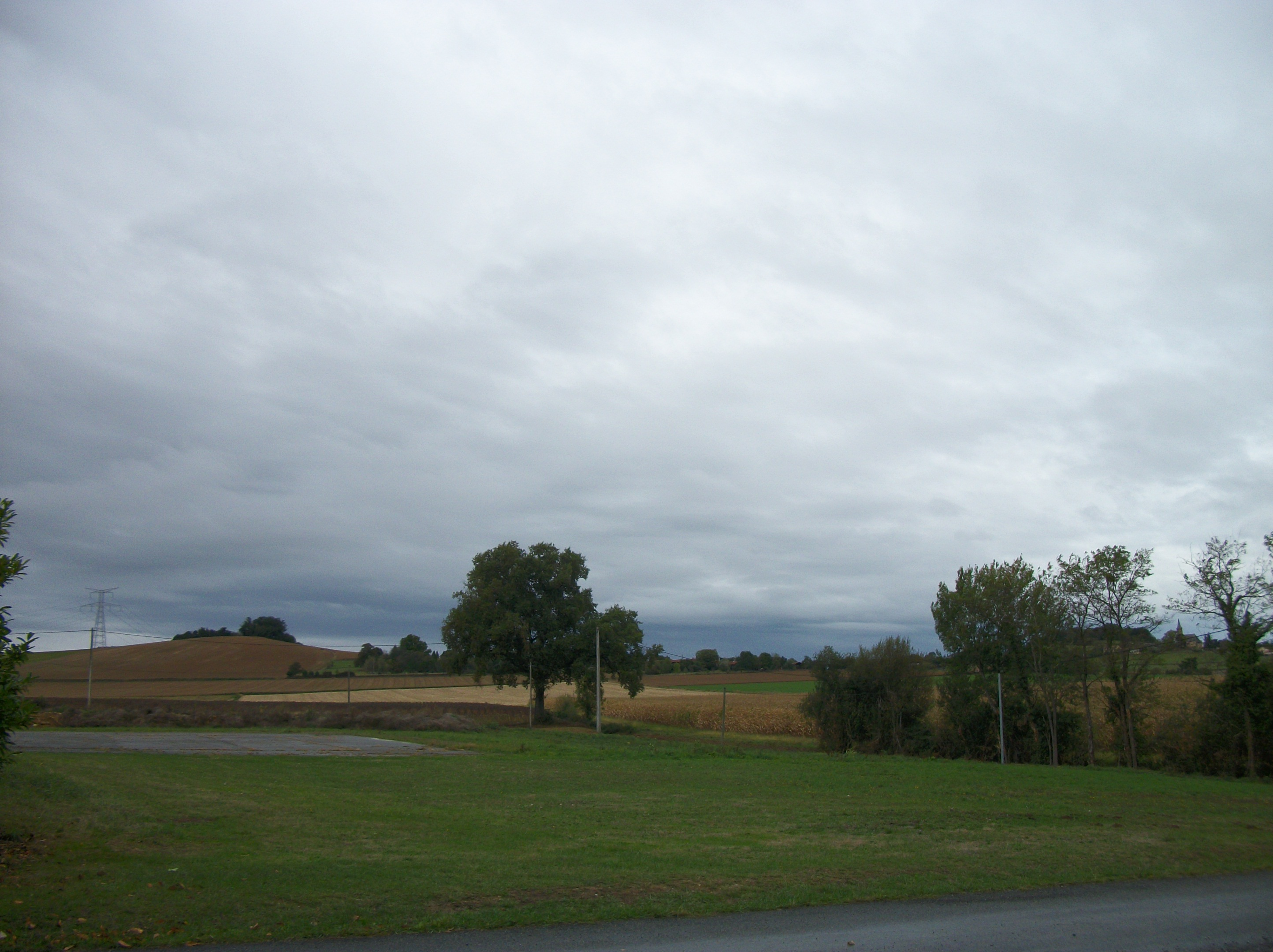
Paysage alentour

## Voir aussi

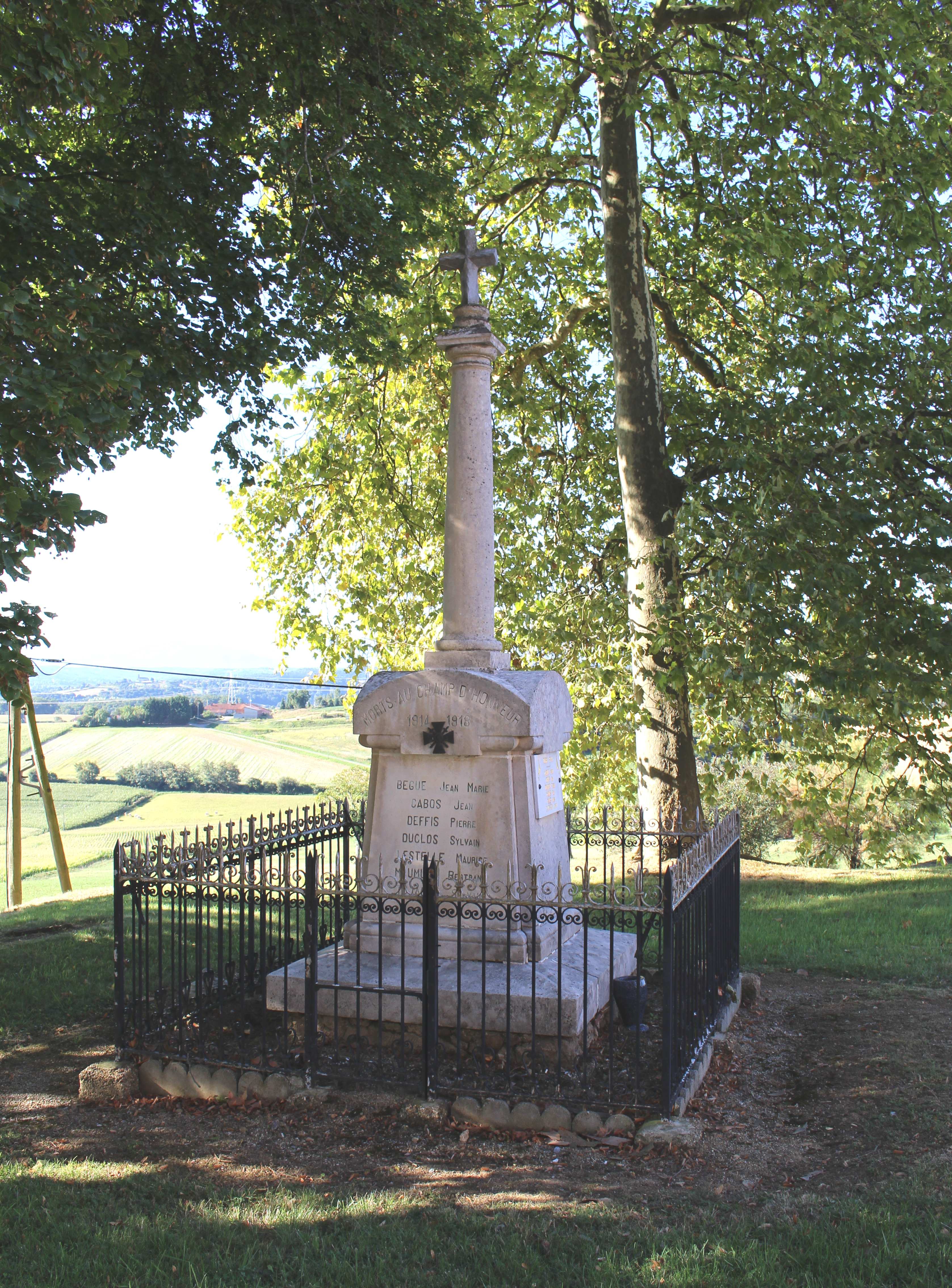
Le monument aux morts municipal.

### Héraldique
| Blason | Blasonnement : D'argent à la fasce ondée d'azur, au chef du même chargé d'une fleur de lys d'or. Commentaires : Ce blason est officiel (vérifié auprès de la mairie). |